# Áustria
Áustria (em alemão:  Österreich [ˈøːstɐˌʁaɪç] (escutarⓘ)), oficialmente República da Áustria (em alemão: Republik Österreichⓘ), é um país de cerca de 8,9 milhões de habitantes, localizado na Europa Central. É limitada pela Alemanha e Chéquia (Tchéquia) a norte, Eslováquia e Hungria a leste, Eslovênia e Itália a sul, e Suíça e Liechtenstein a oeste. O seu território abrange 83 872 quilômetros quadrados e é influenciado por um clima temperado e alpino. O terreno é muito montanhoso, devido à presença dos Alpes; apenas 32% do país é inferior a 500 metros de altitude e seu ponto culminante chega aos 3 797 metros. A maioria da população fala alemão, que também é língua oficial do país. Outros idiomas regionais reconhecidos são croata, húngaro e esloveno.
As origens da Áustria remetem-se ao tempo do Império Romano, quando o Reino Nórico, de origem celta, foi conquistado pelos romanos por volta de 15 a.C. e, mais tarde, tornou-se Nórica, uma província romana, em meados do século I d.C., em uma área que abrangia a maior parte da Áustria atual. Em 788 d.C., o rei franco Carlos Magno conquistou a área e introduziu o cristianismo. Sob a dinastia nativa dos Habsburgo, o país tornou-se uma das grandes potências da Europa. Em 1867, o Império Austríaco uniu-se à Hungria, formando assim a Áustria-Hungria.
O Império Austro-Húngaro desmoronou em 1918 com o fim da Primeira Guerra Mundial. Depois de estabelecer a Primeira República Austríaca, em 1919, a Áustria foi, de facto, anexada à Grande Alemanha pelo regime nazista no chamado Anschluss, em 1938. Esta união durou até o final da Segunda Guerra Mundial, em 1945, quando foi ocupada pelos Aliados. Em 1955, o Tratado do Estado Austríaco restabeleceu a Áustria como um país soberano e pôs fim à ocupação. No mesmo ano, o parlamento austríaco criou a Declaração de Neutralidade, que estabeleceu que o país se tornaria politicamente neutro.
Hoje, a Áustria é uma democracia representativa parlamentar composta por nove estados federais. A capital, e maior cidade— com uma população superior a 1,6 milhões — é Viena. É um dos países mais ricos no mundo, com um PIB nominal per capita de 43 570 dólares. O país tem desenvolvido um alto padrão de vida e em 2008 ficou na 14.ª posição no mundo no Índice de Desenvolvimento Humano (IDH). É um membro das Nações Unidas desde 1955, aderiu à União Europeia em 1995 e é um dos fundadores da Organização para a Cooperação e Desenvolvimento Econômico (OCDE). Também assinou o Acordo de Schengen em 1995, e adotou a moeda europeia, o euro, em 1999.

## Etimologia
O nome alemão para Áustria, Österreich, significava "reino oriental" em Alto-alemão antigo, e é da família do termo Ostarrîchi, que surge pela primeira vez no "Documento Ostarrîchi" de 996. Esta palavra é, provavelmente, uma tradução do latim medieval Marchia Orientalis para um dialecto local (bávaro). A Áustria era uma marca da Baviera criada em 976. O termo "Austria" é uma latinização do nome germânico e foi registado pela primeira vez no século XII. Nessa altura, a bacia danubiana da Áustria (Alta e Baixa Áustria) era o extremo leste da Baviera e, de facto, de todos os alemães, pois, na época, o território da antiga Alemanha Oriental estava povoado com eslavos sorábios e eslavos polábios.
Friedrich Heer, um historiador austríaco do século XX, refere no seu livro Der Kampf um die österreichische Identität (A Luta Sobre a Identidade Austríaca), que a forma germânica Ostarrîchi não era uma tradução do termo latino, mas que ambos eram o resultado de um termo mais antigo com origem nas línguas celtas da antiga Áustria: há mais de 2 500 anos, a maior parte do actual território era chamado de Norig pela população celta (Cultura de Hallstatt); segundo Heer, no- ou nor- significava "oriente" ou "orientais", ao passo que -rig está relacionado com o moderno Reich alemão, com o significado de "reino". Assim, Norig significaria o mesmo que Ostarrîchi e Österreich, e portanto Austria. O nome celta acabou por ser latinizado para Noricum depois de os romanos terem conquistado a região que inclui grande parte da actual Áustria, por volta de 15 a.C. Noricum tornar-se-ia uma província romana em meados do século I d.C.

## História

### Pré-história e Antiguidade

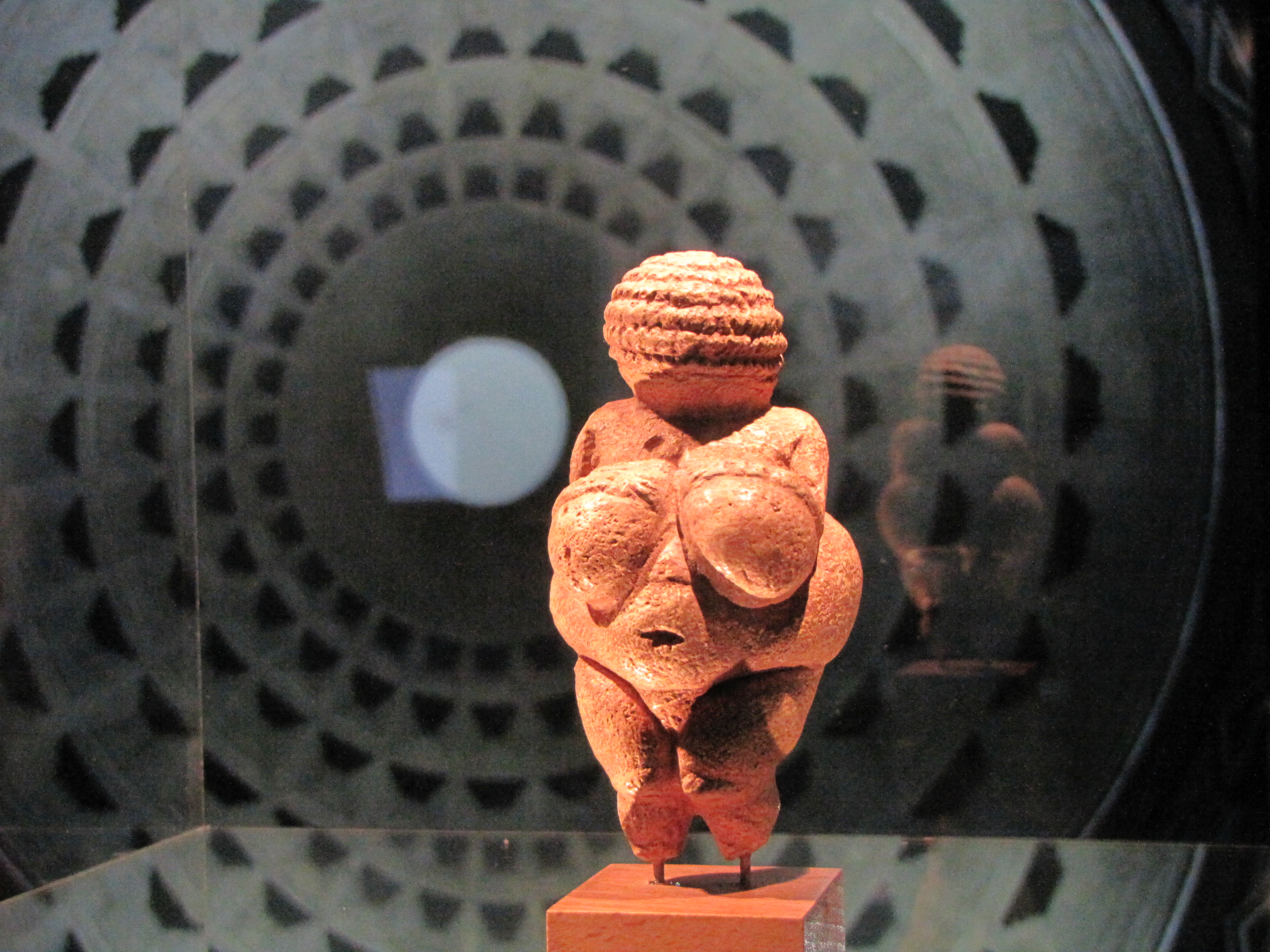
Vênus de Willendorf, 28 000 a a.C.. Museu de História Natural de Viena

No período da pré-história, a região da Europa Central atualmente correspondente à Áustria foi ocupada antes da romanização por diversas tribos celtas. Foi habitada inicialmente por ilírios, aos quais posteriormente se juntariam os celtas provenientes do norte. O reino celta de Noricum foi anexado pelo Império Romano como província.
Com o declínio do Império Romano (século IV), povos bárbaros incluindo hunos, godos, lombardos e vândalos cruzaram a fronteira em diversas ocasiões. Depois da queda do império, a região foi invadida por bávaros, eslavos e ávaros.

### Idade Média
Durante o período das grandes migrações, os eslavos se transferiram para os Alpes quando teve início a expansão dos ávaros no século VII, misturando-se com a população celto-românica, e estabeleceram o reino da Caríntia, que incluía grande parte do atual território austríaco oriental e central. Enquanto isso, a tribo germânica dos bávaros ocupara o oeste da região durante os séculos V e VI, assim como na Baviera. Estes grupos se misturaram com a população retorromana.
Sob a pressão dos bávaros, a Caríntia perdeu sua independência para a Baviera em 745 e se tornou uma marca. Durante os séculos seguintes, os assentamentos bávaros cruzaram a região que vai desde o Danúbio até a região dos Alpes, processo pelo qual a Áustria se tornou um país de fala alemã até os dias atuais. Os bávaros passaram a estar sob o controle dos carolíngios e, consequentemente, formaram um ducado do Sacro Império Romano-Germânico. O duque Tassilão III da Baviera, que quisera manter a independência bávara, foi derrotado e o poder passou para Carlos Magno em 788 d.C.. Carlos Magno conquistou a região em 788 e introduziu o cristianismo. Como a parte oriental da França, as principais regiões que agora incluem a Áustria foram legadas à casa de Babemberga. A região era conhecida como Marca Oriental e foi entregue a Leopoldo I, Marquês da Áustria no ano de 976.
Na Idade Média, o Império Carolíngio estabeleceu-se na região. Do século X até o século XIII, a Áustria esteve sob o domínio dos Babemberga, que foram sucedidos pela casa dos Habsburgo, cuja história se funde com a da Áustria desde esse momento até o fim da Primeira Guerra Mundial. Os séculos seguintes caracterizam-se em primeiro lugar pela conformação do país. Em 1156, o Privilegium Minus Austria eleva o território à categoria de ducado. Em 1192, a cada de Babemberga adquiriu também o Ducado da Estíria.
Com a morte de Frederico II em 1246, a casa de Babemberga se extinguiu. Otacar II da Boêmia controlou efetivamente a Prússia, a Estíria e a Caríntia. Seu reinado chegou ao seu fim quando foi derrotado em Dürnkrut por Rodolfo I de Habsburgo em 1278. Daí em diante, até a Primeira Guerra Mundial, a história da Áustria foi em grande parte a história de sua dinastia governante, a dos Habsburgo.

### Domínio Habsburgo

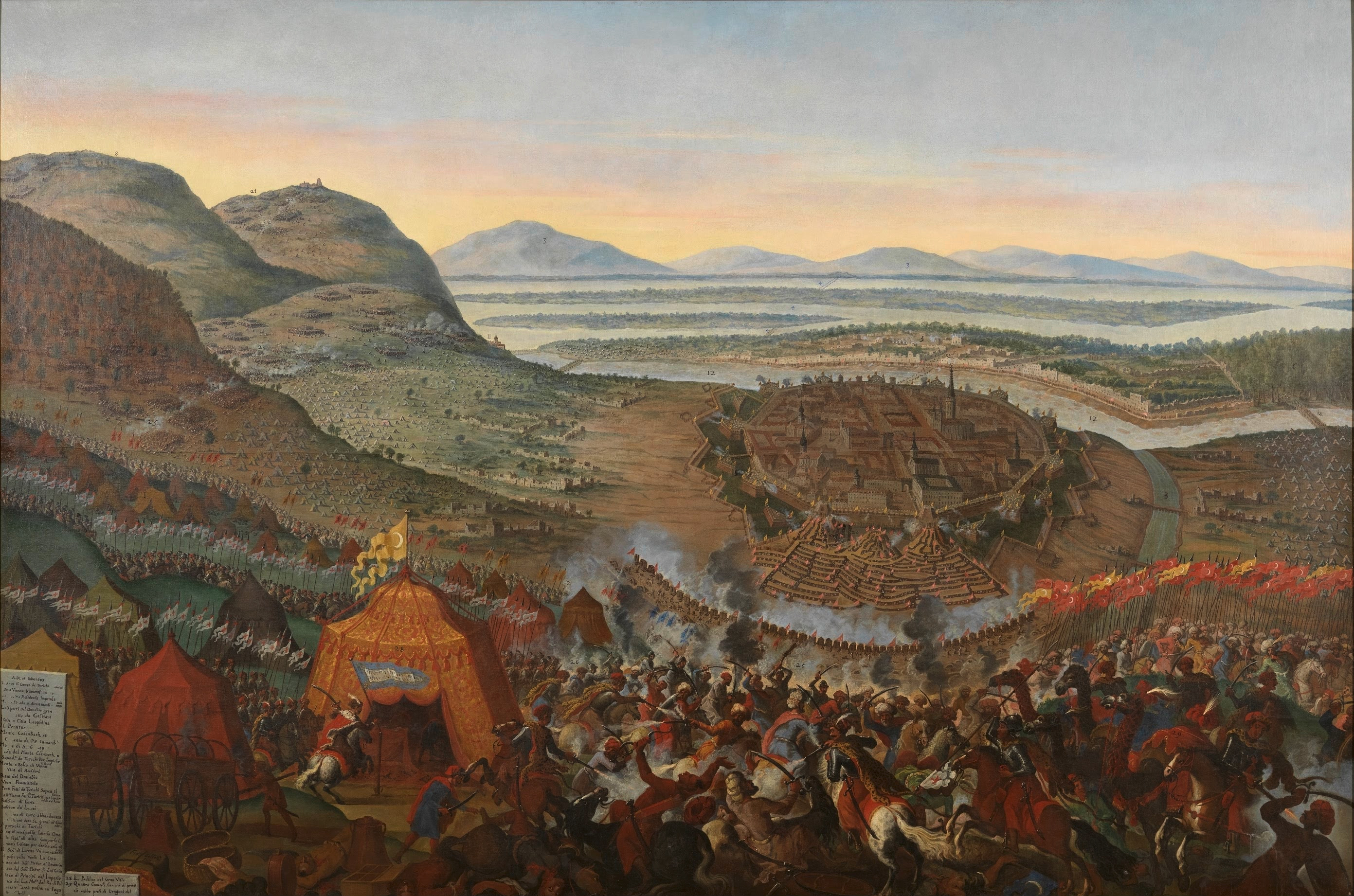
A Batalha de Viena em 1683 interrompeu o avanço do Império Otomano na Europa

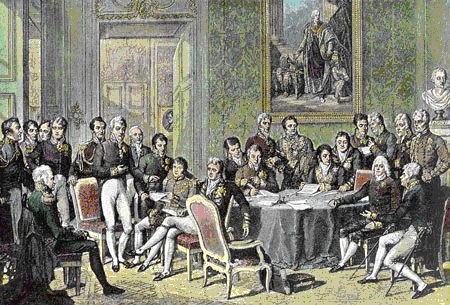
O Congresso de Viena se reuniu em 1814-15 com o objetivo de resolver as muitas questões decorrentes das Guerras Revolucionárias Francesas, das Guerras Napoleônicas e da dissolução do Sacro Império Romano

Nos séculos XIV e XV, os Habsburgos começaram a acumular outras províncias nas proximidades do Ducado da Áustria, como o Tirol, a Caríntia, a Estíria e a Gorizia. Em 1438, o duque Alberto V foi escolhido como sucessor de seu sogro, o imperador Sigismundo. Ainda que o próprio Alberto tenha reinado somente por um ano, a partir de então todos os imperadores do Sacro Império Romano-Germânico pertenceram à dinastia dos Habsburgo, com apenas uma exceção.
Ainda assim, os Habsburgos começaram a acumular territórios longe de suas terras hereditárias. Em 1477, o arquiduque Maximiliano I, filho único do imperador Frederico III, casou-se com a herdeira do Ducado da Borgonha e, portanto, adquiriu a maior parte dos Países Baixos para a família. Seu filho Felipe, o Formoso, casado com a herdeira da coroa de Castela e de Aragão, ampliou as possessões territoriais dos Habsburgo, sobretudo dos espanhóis. Em 1526, com a Batalha de Mohács, os governantes da Áustria ampliaram seus territórios, de forma que as partes da Boêmia e da Hungria que não eram ocupadas pelos otomanos ficaram sob seu domínio. A expansão otomana na Hungria deu lugar a frequentes conflitos entre os dois poderes, particularmente evidente na chamada Guerra Longa de 1593 até 1606.
Nos séculos XVII e XVIII, os Habsburgo ampliaram enormemente seus territórios ante a decomposição do poder otomano (1699 e 1718), e parte da herança hispânica (1713-1714) e polonesa (1772 e 1795). Os reinados de Maria Teresa (1740-1780) e de seu filho José II (1765-1790) foram um período de grande desenvolvimento social e político na monarquia (abolição da servidão, liberdade religiosa, abolição da tortura, reformas administrativas e judiciais, centralização administrativa, entre outras medidas), dentro do espírito do despotismo esclarecido.

### Século XIX

Império Austríaco em 1815

Mapa etnolinguístico da Áustria-Hungria em 1911

As Guerras Napoleônicas foram uma dura prova para a sobrevivência da monarquia. O imperador Francisco I da Áustria foi obrigado a abdicar da coroa do Sacro Império Romano-Germânico e viu seus domínios serem "divididos" pelos aliados de Napoleão Bonaparte; o Tirol foi ocupado pelo Reino da Baviera e pelo Reino da Itália, ocasionando na guerra de resistência tirolesa comandada por Andreas Hofer, considerado o maior herói tirolês. Também o Principado Episcopal de Trento, assim como o de Bressanone teve seu fim com a invasão francesa.
Com a queda de Napoleão na Rússia, a vitória das potências reforçou o poder dos Habsburgo, que com seu chanceler Metternich se tornaram os pilares para a restauração (1815-1848). O surgimento do nacionalismo e as derrotas externas entre 1848 e 1866 (perda do Reino Lombardo-Vêneto) levaram à reorganização da monarquia, nascendo o Império Austro-Húngaro, tendo no imperador Francisco José I e em sua esposa Isabel, conhecida como Sissi, seus maiores expoentes.
O Império Austro-Húngaro marcou o último período da monarquia dos Habsburgo (1867-1918) e um último suspiro da "velha Europa". Foi um período caracterizado pela permanente crise política entre as diversas nacionalidades, mas também por um grande desenvolvimento econômico, social e cultural que influenciou toda a Europa.

### Século XX

#### Primeira Guerra Mundial e Entre-guerras
Em 1918, depois da derrota na Primeira Guerra Mundial e desmembramento do Império Austro-Húngaro, foi criada a República da Áustria Alemã, depois modificada pelos vencedores do conflito. A Áustria tornou-se uma república parlamentarista, que foi caracterizada por permanente crise econômica, política e social.
Depois da guerra, a inflação começou a desvalorizar a coroa, que ainda era a moeda da Áustria. No outono de 1922, o país recebeu um empréstimo internacional supervisionado pela Liga das Nações. O propósito do empréstimo era evitar a falência, estabilizar a moeda e melhorar a condição econômica em geral. Esse empréstimo significou na prática que o país deixava de ser um Estado independente para se tornar um controlado pela Liga das Nações. Em 1925, o xelim foi introduzido, substituindo a coroa numa proporção de 10 000:1. Mais tarde, ela recebeu o apelido de "dólar alpino" por causa de sua estabilidade. De 1925 até 1929, a economia experimentou uma ligeira melhora até praticamente quebrar após a "Terça-Feira Negra".

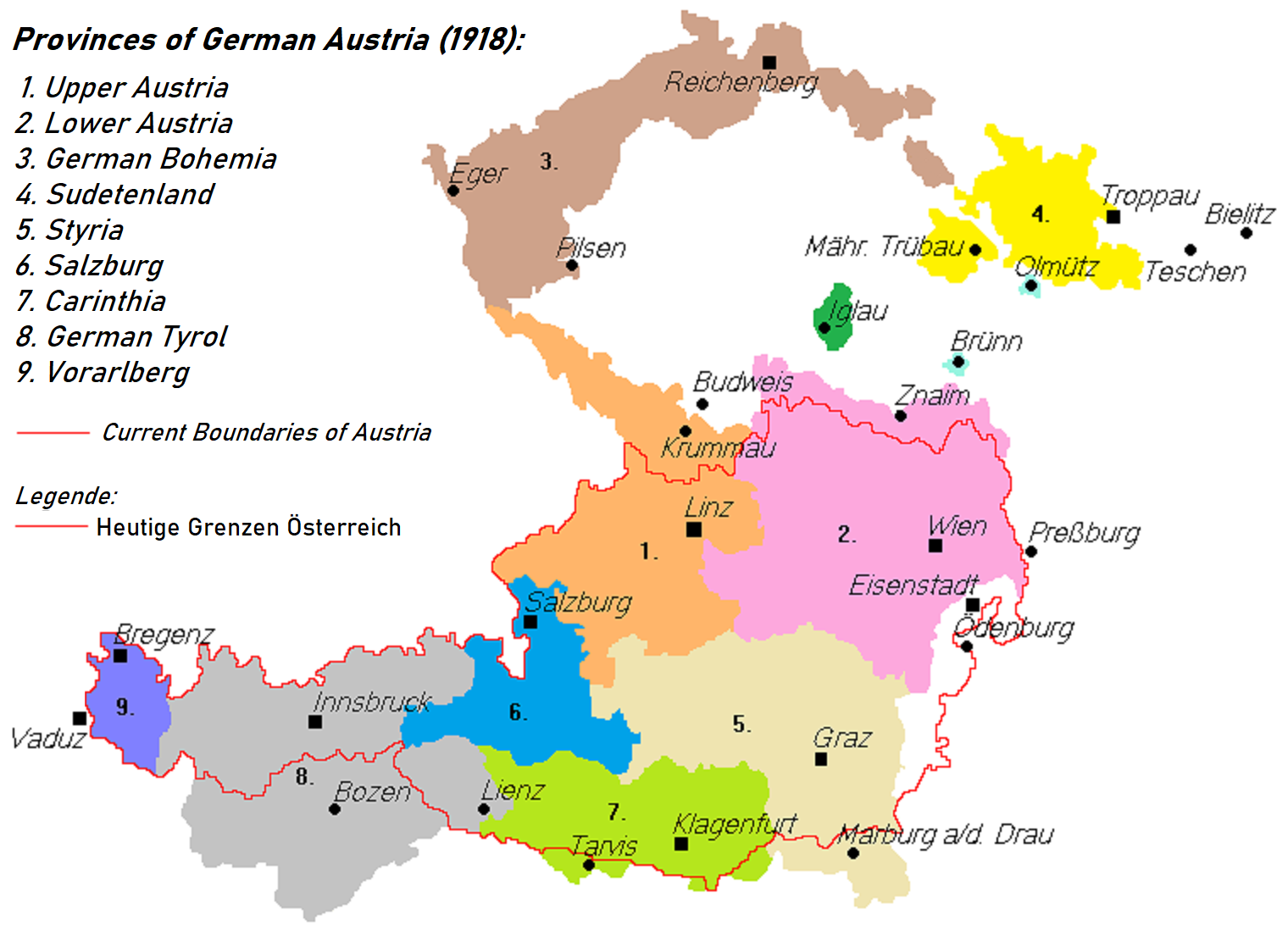
Províncias de língua alemã reivindicadas pela Áustria Alemã em 1918

A Primeira República Austríaca durou até 1922 quando o chanceler Engelbert Dollfuss, usando o que ele chamou de "autodesligamento do parlamento" (Selbstausschaltung des Parlaments), estabeleceu um regime autocrático que tendia para o fascismo italiano. Os dois grandes partidos da época, os sociais-democratas e os conservadores, tinham exércitos paramilitares; os sociais-democratas do Schutzbund foram declarados ilegais, mas continuaram operando quando a guerra civil estourou.
Em fevereiro de 1934, vários membros do Schutzbund foram executados, o partido social-democrata foi considerado ilegal, e muitos de seus membros foram aprisionados ou emigraram. Em primeiro de maio de 1934, os austrofascistas impuseram uma nova constituição (Maiverfassung) que consolidou o poder de Dollfus, mas em 25 de julho ele acabou assassinado numa tentativa de golpe de estado nazista.
Seu sucessor, Kurt Schuschnigg, lutou para manter o país independente como "o melhor Estado germânico". No dia 9 de março de 1938, ele anunciou um referendo, a ser realizado em 13 de março, para tratar da independência da Áustria em relação à Alemanha. Entretanto, em 12 de março de 1938, os nazistas austríacos tomaram o poder, enquanto tropas alemãs ocupavam o país, evitando o acontecimento do referendo. Em 13 de março, a anexação (Anschluss) do Estado foi oficialmente declarada. Dois dias depois, Adolf Hitler anunciou na Heldenplatz (o espaço em frente ao Palácio Imperial de Hofburg) o que chamou de "reunificação" de seu país natal com o "resto do Império [Reich] Alemão". Ele estabeleceu um plebiscito para confirmar a união com o resto da Alemanha em abril de 1938.
Eleições parlamentares aconteceram na Alemanha (inclusive na recém anexada Áustria) em 10 de abril de 1938. Elas foram as últimas eleições para o Reichstag durante o governo nazista e tomaram a forma de um referendo de questão única, perguntando se os eleitores aprovavam uma lista de membros do partido nazista que ocupariam as 813 vagas do parlamento alemão e a anexação da Áustria. A taxa de participação na eleição foi de 99,5%, com 98,9% votando "sim". No caso da Áustria, 99,71% de um eleitorado formado por 4 484 475 pessoas foram às urnas, como votação positiva de 99,73%. Embora os resultados da votação tenham sido indubitavelmente manipulados, havia um inegável e massivo apoio genuíno à Hitler por ter feito a anexação, visto que muitos alemães, tanto da Alemanha quanto da Áustria, viam isso como a finalização da unificação alemã, há muito esperada, de todos os alemães em um só Estado.

#### Segunda Guerra Mundial

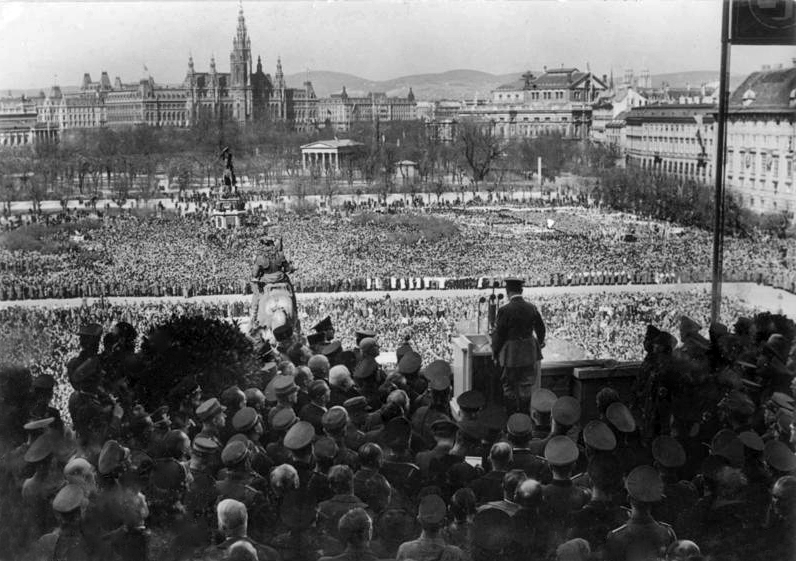
Adolf Hitler discursa na Heldenplatz em Viena em 1938

A Áustria foi incorporada ao Terceiro Reich e deixou de existir como pais independente. A arianização da riqueza dos judeus austríacos começou imediatamente após o meio do mês de março, com a chamada fase "selvagem" (ou seja, extralegal), mas logo foi estruturada legal e burocraticamente para remover dos cidadãos judeus quaisquer posses que tivessem. Os alemães renomearam a Áustria para Marca Oriental, até 1942, quando foi novamente renomeada e chamada de "Território Alpino e do Danúbio". Muito embora, apenas 8% da população do Terceiro Reich fosse composta de austríacos, alguns dos mais proeminentes nazistas eram originários do país, incluindo-se aí, por exemplo, Adolf Hitler, Ernst Kaltenbrunner, Arthur Seyss-Inquart, Franz Stangl, e Odilo Globocnik, assim como 13% da SS e 40% dos funcionários dos campos de concentração.
Viena caiu em 13 de março de 1945, durante uma ofensiva soviética, pouco tempo antes do colapso do Terceiro Reich. As forças invasoras, os americanos em particular, planejavam uma operação chamada "Operação da Fortaleza Alpina" que tomaria lugar nos Alpes orientais austríacos. Entretanto ela nunca aconteceu devido ao rápido colapso nazista.
Karl Renner e Adolf Schärf (Partido Socialista da Áustria), Leopold Kunschak (Partido Popular Austríaco) e Johann Koplenig (Partido Comunista da Áustria) declararam a separação da Áustria do Terceiro Reich pela declaração de independência, em 27 de abril de 1945, e instituíram um governo provisório em Viena sob o chanceler Renner no mesmo dia, com a aprovação do vitorioso Exército Vermelho e apoiado por Josef Stalin (a data é oficialmente o aniversário da segunda república). No final de abril, a maior parte do oeste e do sul da Áustria ainda estavam sob o domínio nazista. Em 1 de maio de 1945, a constituição federal de 1929, que tinha sido revogada pelo ditador Dollfuss em 1 de maio de 1934, foi declarada novamente válida.
Mortes de soldados de 1939 a 1945 são estimadas em 260 000. Vítimas do Holocausto totalizam 65 000. Cerca de 140 000 judeus deixaram o país em 1938-39. Milhares de austríacos tomaram parte em crimes nazistas (só no campo de Mauthausen-Gusen, centenas de milhares de pessoas morreram), um fato oficialmente reconhecido pelo chanceler Franz Vranitzky em 1992. [carece de fontes?]

### Período pós-guerra
Depois da derrota dos nazistas, as forças aliadas ocuparam a Áustria no fim da Segunda Guerra Mundial até 1955, ano em que o país voltou a ser plenamente independente, com a condição de permanecer neutro.
Os anos entre 1950 e 1960 marcam uma disputa territorial entre Áustria e Itália pelo território do Tirol Meridional, ocupado e anexado pela Itália em 1918. Grupos separatistas como o Südtiroler Freiheitskämpfer e o MST (Movimento Separatista Trentino) chamaram a atenção internacional e a questão tirolesa foi parar nas Nações Unidas. Após negociações entre Viena e Roma, surge o Acordo Degasperi-Gruber sobre o pacote de autonomia regional concedido à região sul-tirolesa, a Itália (tendo a Áustria como tutora e observadora). O acordo garante até os dias atuais autonomia administrativa e fiscal à Província de Bolzano e à Província de Trento.
Depois do colapso do comunismo no Leste Europeu, a Áustria aumentou sua participação nas questões europeias. Em 1995, a Áustria passou a integrar a União Europeia e em 1999 adotou como moeda o Euro.

## Geografia

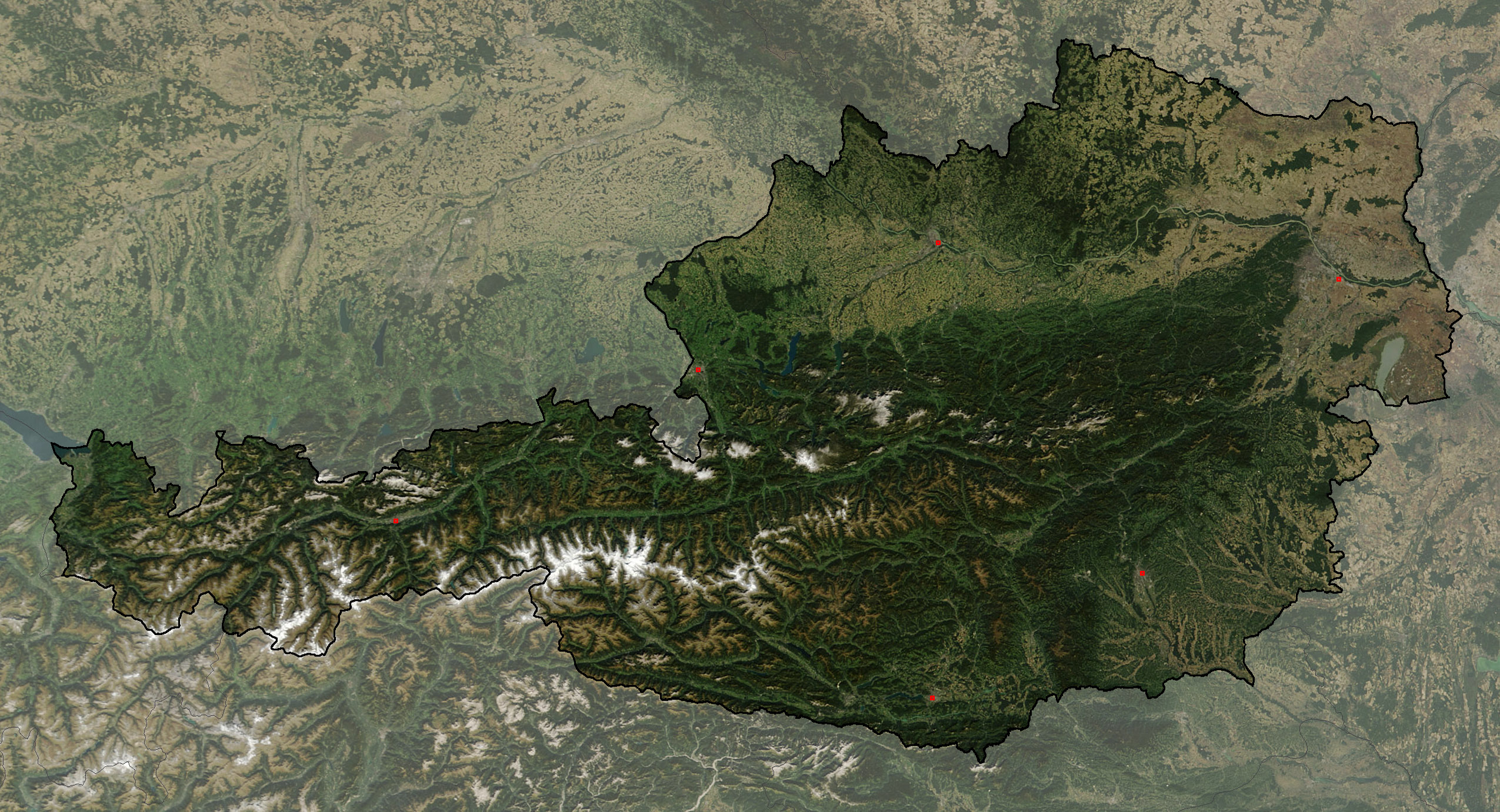
Áustria vista de satélite

A Áustria é um país sem acesso ao mar, localizado no centro da Europa, fazendo fronteira com a República Checa ao norte, Eslováquia a nordeste, Hungria a leste, Eslovênia ao sul, Itália ao sudoeste, Suíça e Liechtenstein a oeste e Alemanha a noroeste. Cobre uma área total de 83 878 quilômetros quadrados e estende-se por 530 quilômetros de leste a oeste.

### Características físicas

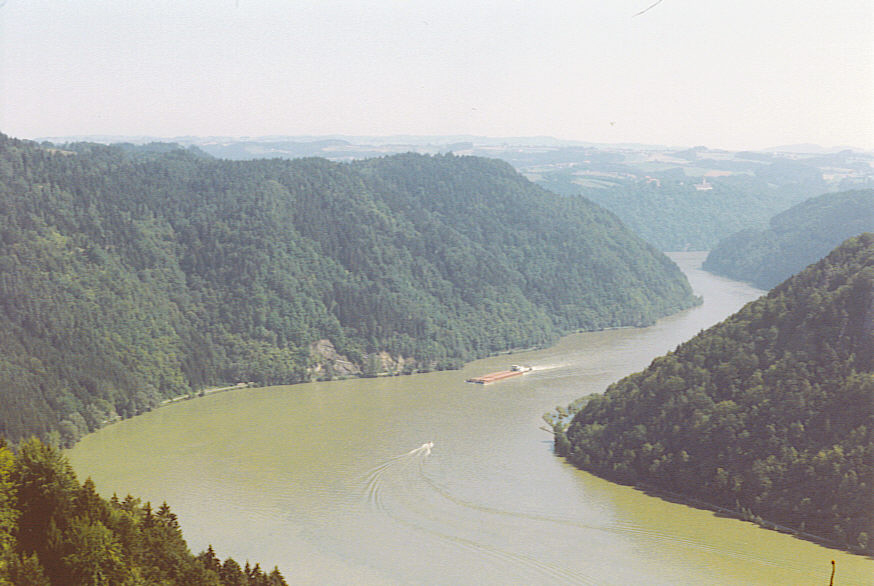
Rio Danúbio próximo a Dorf, Áustria. O rio drena cerca de 96% do território austríaco

Os alpes formam a espinha dorsal física do país, sendo subdivididos em uma parte norte e sul composta de calcário e uma central composta de rochas cristalinas. O terreno alpino promove um padrão geológico e topográfico complexo, com a maior elevação sendo o Grosslockner (3 798m). Entre a área do norte dos alpes e o rio Danúbio, encompassando a parte norte do estado da Áustria Superior, há uma área sub-alpina. Ao norte do Danúbio, encontra-se uma área densamente florestada que inclui uma parte do maciço da Bohemia. As terras baixas ao leste de Viena, junto com o norte do estado de Burgenland, podem ser considerados partes da pequena planície húngara.
A Áustria é um país com grande quantidade de lagos, muitos deles legados da época pleistocena, durante a qual a erosão formou lagos nos alpes centrais. Os maiores lagos, parcialmente em território de outros países, são o lago de Constança, no oeste, e o lago de Neusiedl, no leste. O rio Danúbio é uma força econômica, geográfica e cultural da Áustria. A bacia do rio é o lar de aproximadamente 7,7 milhões de pessoas, e o rio drena cerca de 96% do território austríaco. A Áustria conta com 10% da área total da bacia do Danúbio. Os rios mais longos da Áustria são o Danúbio, Reno, Drava e Inn.

### Clima

Mapa dos climas austríacos de acordo com a classificação de Koppen-Geiger

As terras baixas no norte e leste têm climas mais continentais, com invernos frios, verões mais quentes e precipitação moderada ao longo do ano. As áreas do sudeste têm verões mais longos e quentes, quase como os do mediterrâneo. A parte oeste do país tem maior influência do oceano atlântico, consequentemente há uma maior quantidade de precipitação e temperaturas com menos variação ao longo do ano. As condições geográficas do país deram formação à zona climática alpina (a cada 300m de elevação há uma mudança de 5 °C de temperatura).
O mês mais frio no país é geralmente janeiro. A neve ocorre do fim de dezembro a março nos vales, de novembro a maio em áreas com elevações acima de 1 800 metros, e em muitos anos é permanente acima de 2 500 metros de altitude. O verão pode ser quente, com temperaturas chegando a 30 °C em ocasiões, sendo a temperatura máxima próxima a 35 °C. A precipitação é distribuída igualmente ao longo do ano, no entanto os meses de maio, setembro e a primeira parte de outubro tendem a ser mais secos e abril e novembro os com mais precipitação. Áreas de grande altitude nos alpes podem ter até 2 000 mm de precipitação, enquanto algumas regiões nas planícies atingem apenas 600 mm.

### Natureza e meio ambiente

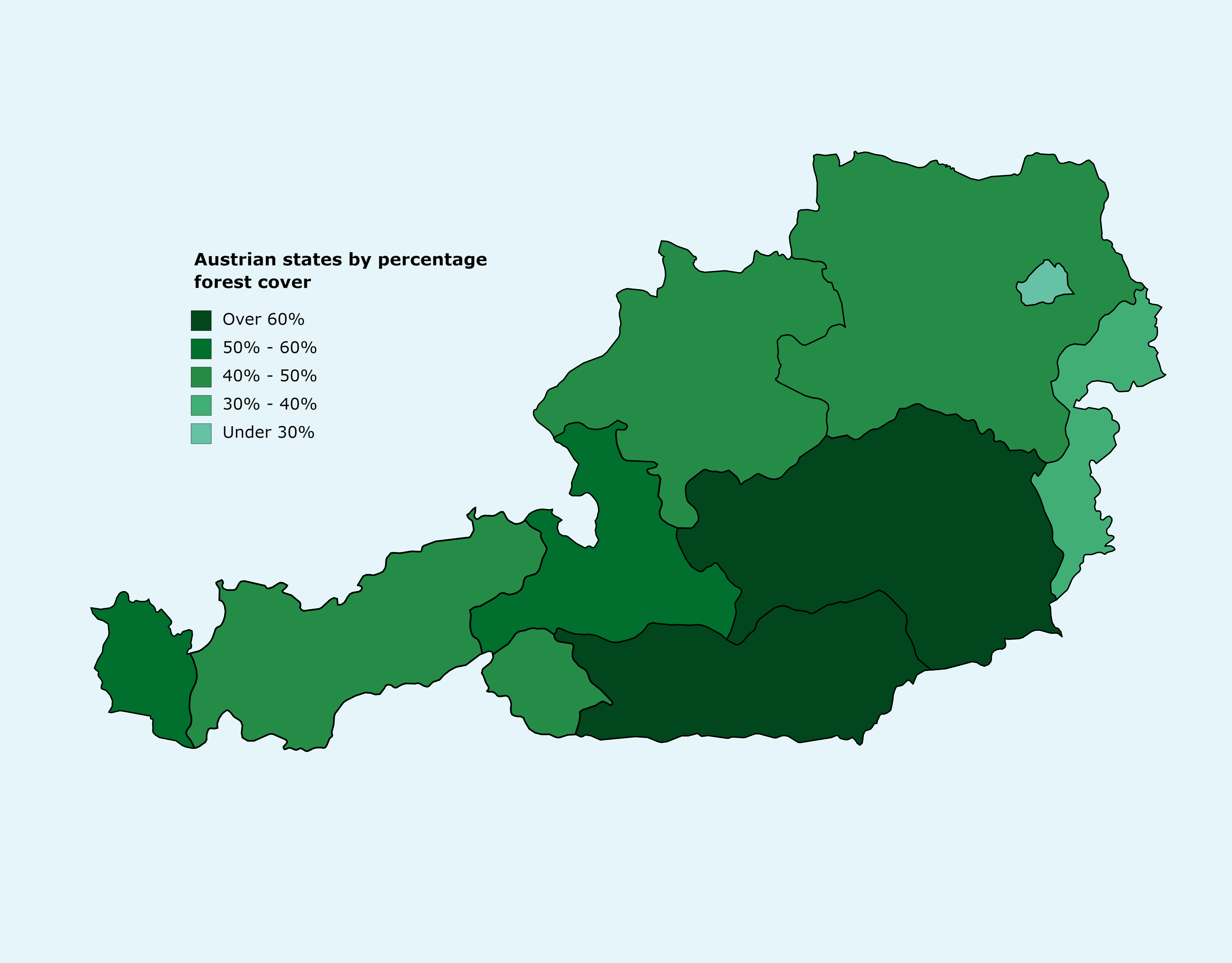
Mapa de estados austríacos por cobertura florestal

Dois terços da área total da Áustria é coberta por florestas e prados. Florestas ocupam dois quintos do país, o que o torna um dos mais densamente florestados da centro europeu. Abeto domina as florestas, com lariço, faia e carvalho também espécies de importância significativa. Nas áreas alpinas e sopés de vales as árvores coníferas dominam a paisagem, enquanto árvores de folha larga decíduas são mais comuns nas áreas mais quentes.
Há uma fauna predominantemente centro-europeia, com espécies como veados, coelhos, faisões, raposas, texugos, martas e perdizes. Nativas das regiões alpinas são a camurça, a marmota, a águia e a gralha de montanha. Uma característica da fauna do leste da Áustria é a vasta população de aves no lago de Neusiedler, como garças, colhereiros, gansos selvagens, entre outros. Nos últimos anos uma pequena população de ursos voltou a habitar o país, encontrando-se principalmente nas áreas densamente florestadas do sul e centro.
A Áustria é um dos países líderes europeus no campo de proteção ambiental, algo que vem tornando-se de grande importância nas políticas econômicas e sociais do país. O país promulgou o Ato de Informação Ambiental, com o objetivo de melhorar a transparência sobre a informação ambiental e acesso a dados ambientais, e desde 2003 fez parte da Convenção de Aarhus, sob a qual os Estados-membros fazem informação ambiental disponível ao público e provêm uma rede de informações para a coleção de dados sobre proteção ambiental.

## Demografia

Densidade populacional do território austríaco

A população estimada da Áustria em outubro de 2018 era de 8 857 960 pessoas. A população da capital, Viena, é superior a 1,8 milhões (somando-se com a região metropolitana, 2,6 milhões) e representa cerca de um quarto da população do país, sendo internacionalmente conhecida por sua ampla oferta cultural e elevado nível de vida. Viena também é a única cidade com mais de um milhão de habitantes. As outras cidades mais populosas são Graz (250 099), Linz (188 968), Salzburgo (150 000) e Innsbruck (117 346). Todas as demais cidades têm menos de 100 mil habitantes.

### Composição étnica
Segundo o censo publicado pelo instituto austríaco de geografia e estatística (Statistik Austria) em 2001, existia um total de 710 926 estrangeiros residentes, dos quais 124 392 provêm de regiões de língua alemã — em sua maioria, da Alemanha, alguns da Suíça e da província de Bolzano, na Itália. Outros grupos numerosos são os sérvios (135 376), turcos (123 417), croatas (105 487), povos de língua inglesa (25 155), albaneses (24 460) e poloneses (17 899). Com menos de 15 mil representantes se destacam: 14 699 húngaros, 12 216 romenos, 7 982 árabes, 6 902 eslovenos (sem incluir os Windsch, que são uma minoria autóctone), 6 891 eslovacos, 6 707 checos, 5 916 iranianos, 5 677 italianos, 5 466 russos, 5 213 franceses, 4 938 chineses, 4 264 espanhóis e 3 503 búlgaros. As demais minorias têm menos de 3 mil habitantes.
Estima-se que cerca de 14 a 40 mil eslovenos habitem o estado da Caríntia e cerca de 30 mil húngaros habitem o Burgenland. Os dois grupos foram reconhecidos como minorias e gozam de direitos especiais desde o Tratado de Estado da Áustria (Staatsvertrag) de 1955. Os eslovenos no estado austríaco da Estíria (estimados entre 1 600 e 5 000) não são reconhecidos como uma minoria e não têm direitos especiais, embora o Tratado de Estado e 27 de julho de 1955 estabeleça o contrário.

### Religiões

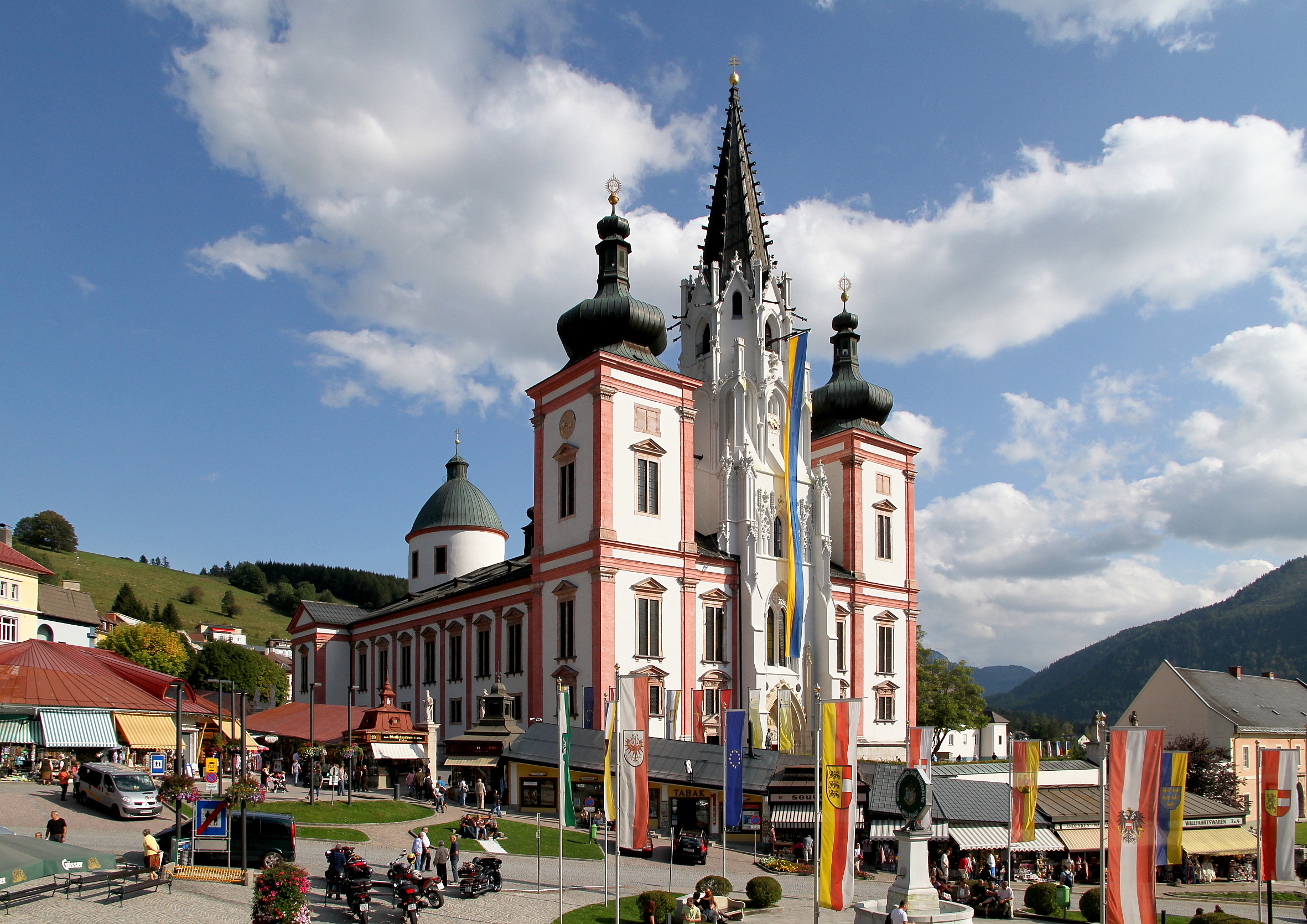
Basílica do Nascimento da Virgem Maria em Mariazell, Estíria

O cristianismo é a religião predominante na Áustria. De acordo com um estudo de opinião pública da Comissão Europeia, realizado em 2012, um total de 86% dos austríacos são cristãos sendo a Igreja Católica a que reúne mais fiéis com 77% dos entrevistados a declararem-se católicos, seguem-se os protestantes que perfazem 7% da população e os ortodoxos que são 2%. Este estudo revelou ainda que 2% dos austríacos são muçulmanos, 1% segue outras religiões, 1% são ateus e 10% são agnósticos ou não crentes.
A maior comunidade religiosa não cristã da Áustria é o Islã, que é uma comunidade religiosa reconhecida desde 1912. No censo de 2001, cerca de 340 mil pessoas, ou seja, 4,3%, se comprometiam com a fé muçulmana — segundo o Fundo Austríaco para a Integração (OIF), este número aumentou para 515 914 fiéis em 2009, correspondendo a 6,2% da população total à época, aumentando para cerca de 700 000 muçulmanos no início de 2017. Este aumento considerável deu-se principalmente devido a imigrantes, nascimentos e refugiados da região árabe. De acordo com um estudo de 2017, 34,6% dos muçulmanos austríacos têm "atitudes altamente fundamentalistas.
Em conformidade com uma pesquisa representativa de autoria do Eurobarômetro, datada de 2015, 54% das pessoas na Áustria acreditavam em Deus e 34% acreditavam que existe outra força espiritual. Ainda de acordo com a pesquisa, cerca de 8% dos questionados não acreditavam em um deus nem em qualquer outra força espiritual e 4% dos questionados estavam indecisos quanto a questões religiosas.

### Idiomas

Mapa linguístico da Áustria

Cerca de 90% da população austríaca tem o alemão como idioma nativo. Os estados da Caríntia e da Estíria têm uma importante minoria que fala esloveno, com cerca de 14 mil falantes. Ao leste do estado de Burgenland, cerca de 20 mil pessoas falam o húngaro e 30 mil falam o croata. Os demais habitantes são de ascendência estrangeira, muitos deles vindo de países vizinhos. Os chamados trabalhadores-hóspedes (Gastarbeiter) e seus descendentes, assim como os refugiados das guerras da Iugoslávia e outros conflitos, também formam uma importante minoria. Desde 1994, os ciganos constituem uma minoria étnica oficialmente reconhecida na Áustria.
O idioma alemão é falado por quase todos os moradores do país. O terreno montanhoso da Áustria levou ao desenvolvimento de muitos dialetos distintos, embora mutuamente inteligíveis, com exceção do dialeto do Voralberg, mais próximo do alemão da Suíça. Há uma norma gramatical para o alemão austríaco distinta do alemão da Alemanha, com relativamente poucas diferenças. A partir de 2006, alguns dos estados da Áustria apresentaram provas para os novos cidadãos para comprovar sua capacidade de idiomas, conhecimento da cultura e, consequentemente, sua capacidade para se integrar à sociedade austríaca.

### Saúde

Expectativa de vida da Áustria ao longo do tempo (1870-2023)

Mesmo a Áustria tendo um index de saúde de 0,9 e uma expectativa de vida de 72 anos, o país ainda enfrenta números problemas em relação à saúde, um exemplo sendo o fato de que 2 em 5 austríacos sofrem de uma condição crônica. Câncer é um grande problema no país, dado que 21 500 pessoas faleceram por causa dessa condição em 2019, com câncer de pulmão sendo a causa principal de mortes por câncer, provavelmente ligado à vários fatores de risco na população do país, sendo estimado que 40% das mortes na nação são causadas por álcool, riscos relacionados à dieta, fumar, atividade física baixa e poluição aérea. Um dos serviços de saúde mais caros da União Europeia está localizado na Áustria. Em 2019, seu gasto em saúde era o terceiro maior na UE, com suas despesas do próprio bolso relacionadas à saúde sendo maiores que a média na UE.

#### Pessoal Médico
| Pessoal Médico           | Número por 10 000 habitantes |
| ------------------------ | ---------------------------- |
| Médicos                  | 51,2                         |
| Enfermagem e Obstetrícia | 70,9                         |
| Dentistas                | 5,7                          |
| Farmacêuticos            | 7,1                          |

Com 5,2 fisioterapeutas por 1 000 habitantes, a Áustria tem uma das maiores densidade desses profissionais em países da OECD. Em geral, o país tem 271 hospitais com um total de 45 596 fisioterapeutas (dados de 2017), dos quais 54% trabalham (também ou principalmente) em hospitais.

#### Vacina do COVID-19
Em junho de 2022, 63,4% da população da população da Áustria tinha um certificado de vacinação válido, com pessoas idosas tendo uma taxa de vacinação maior em geral. De acordo com a UE, durante a pandemia do COVID-19, a nação aproveitou sua forte infraestrutura de dados de saúde, incluindo o uso de dados salvos em eletrônicos pseudonimizados para a pesquisa relacionada ao COVID-19 e a criação de um registro de vacinação central.

## Política

### Governo

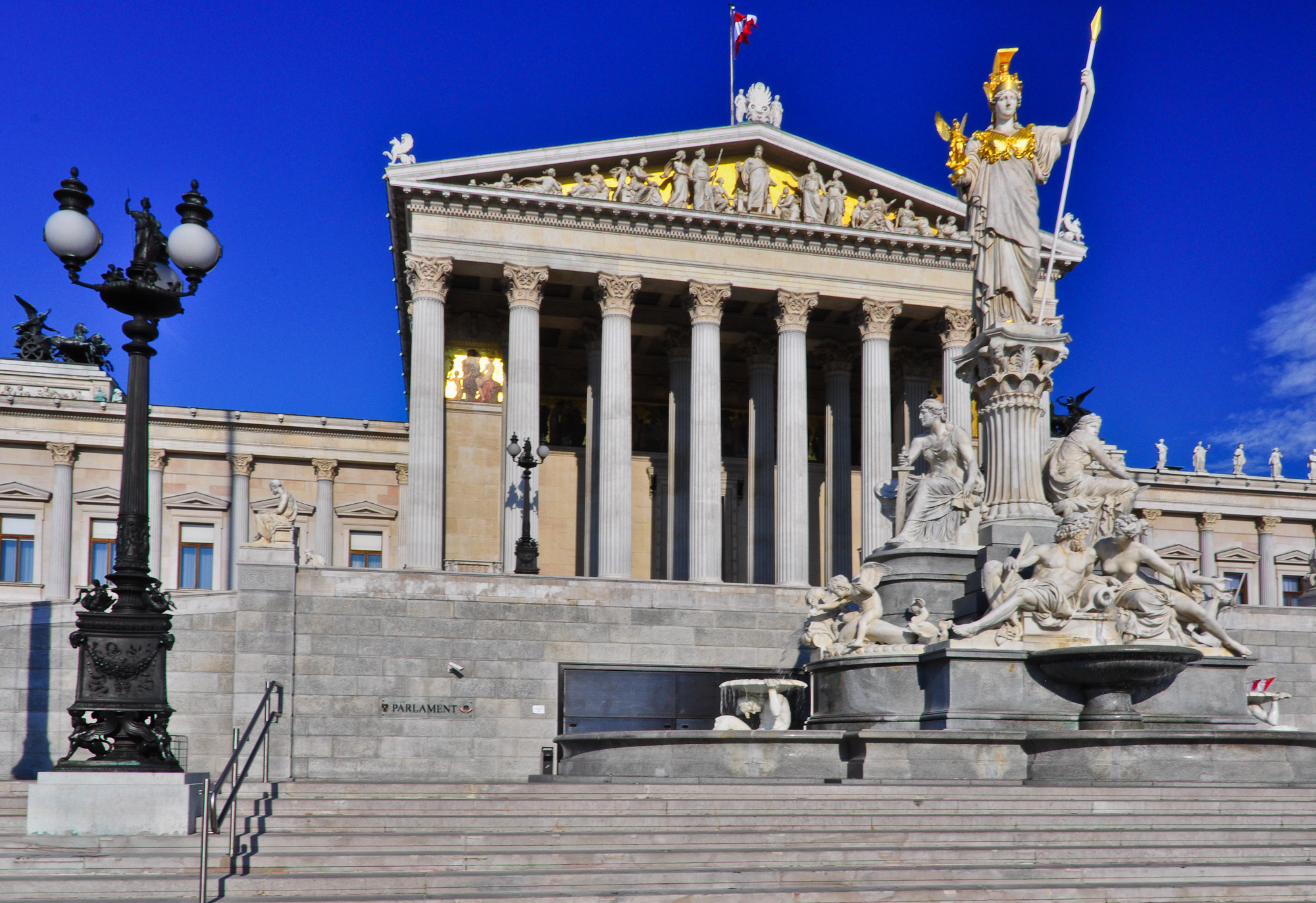
Parlamento da Áustria em Viena

A Áustria tornou-se uma república democrática federal parlamentar depois da promulgação da constituição federal de 1920. O sistema político da Segunda República, com seus nove estados baseia-se na constituição de 1920 e 1929, que foi revivida em 1 de maio de 1945. O chefe de Estado é o Presidente Federal (Bundespräsident), que é diretamente eleito pelo voto popular. O presidente do Governo Federal é o Chanceler Federal, que é nomeado pelo presidente. O governo pode ser destituído do cargo por qualquer decreto presidencial ou por voto de confiança na câmara baixa do parlamento, o Nationalrat. A votação para o Presidente da República e para o parlamento costumava ser obrigatório na Áustria, mas isto foi abolido em etapas entre 1982 e 2004.
O Parlamento Austríaco é composto por duas câmaras. A composição do Nationalrat (183 lugares) é determinada a cada cinco anos (ou sempre que o Nationalrat for dissolvido pelo Presidente da República, sob proposta do chanceler federal, ou pelo próprio Nationalrat) por uma eleição geral em que cada cidadão acima de 16 anos de idade (desde 2007) tem direito ao voto. Junto com o legislativo e o executivo, os tribunais são a terceira coluna dos poderes do Estado austríaco. Notavelmente, o Tribunal Constitucional (Verfassungsgerichtshof) pode exercer uma influência considerável sobre o sistema político através da exclusão de leis e de ordenanças em desacordo com a constituição. Desde 1995, o Tribunal de Justiça da União Europeia pode anular decisões austríacas em todas as matérias definidas na legislação da União Europeia. A Áustria também implementa as decisões do Tribunal Europeu dos Direitos Humanos, uma vez que a Convenção Europeia dos Direitos Humanos é parte da constituição austríaca.

### Política externa

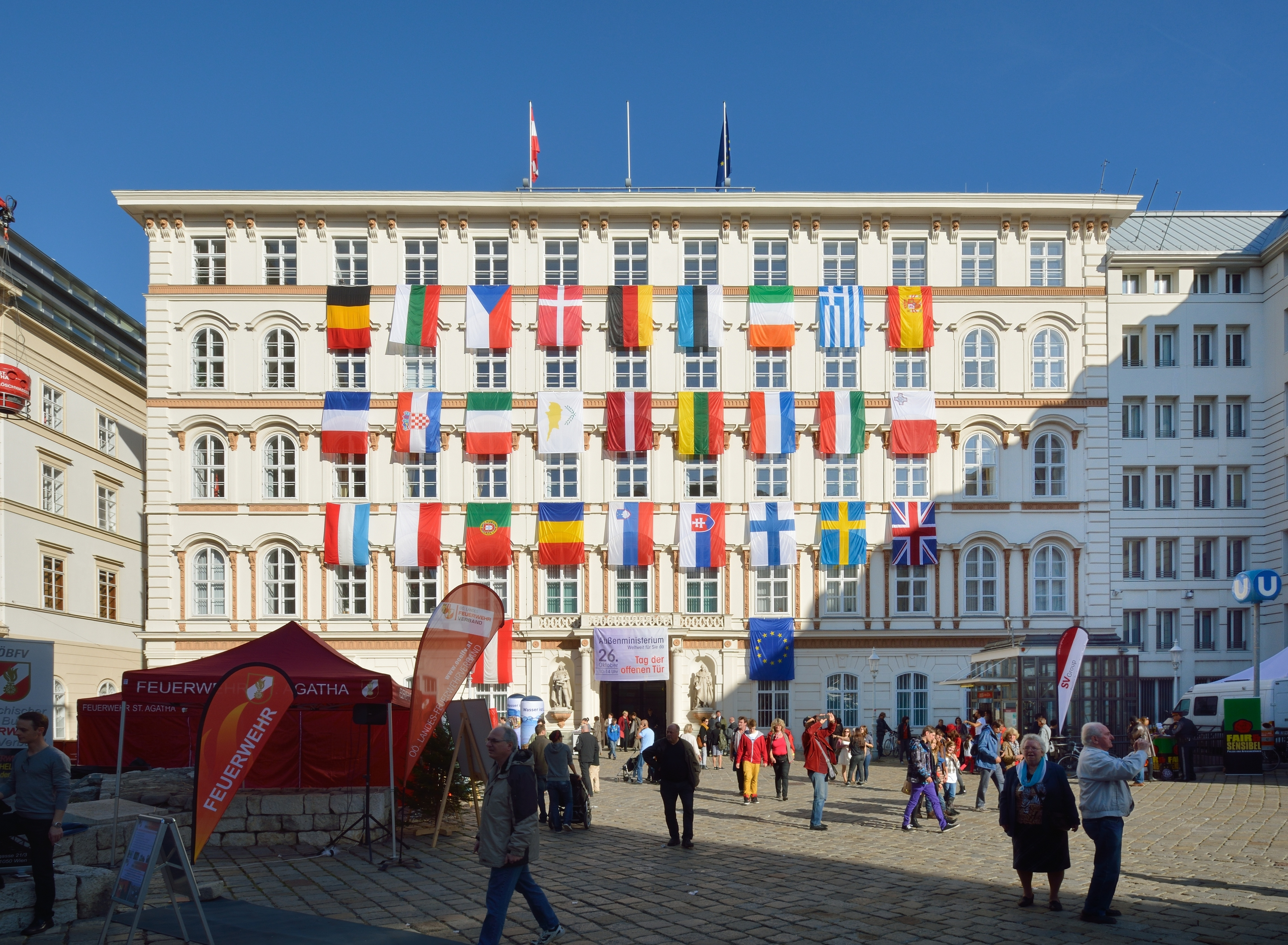
Sede do Ministério das Relações Exteriores

A política externa da Áustria se mantém como uma política de neutralidade participativa, na qual são destacados os seguintes pontos:
- Velar pela segurança nacional;
- Fomentar suas relações diplomáticas com o mundo árabe;
- Fomentar as relações diplomático-comerciais com os Estados Unidos — na luta contra o terrorismo, a Áustria autorizou os Estados Unidos a utilizar o território austríaco para esses fins, e ofereceu toda a cooperação burocrática de que necessite;
- Cooperar no combate ao terrorismo;
- Manter a neutralidade participativa, com exceção dos seguintes casos: a cooperação com o Conselho de Segurança da ONU, ajuda nas missões da OSCE e operações do "tipo Petersberg", contempladas dentro do Tratado de Amsterdã;
- Promover a cooperação a fim de evitar tanto o vínculo a um bloco militar como a construção de bases militares de outros Estados em seu território. Esse processo de adequação na tradicional política externa austríaca está em construção, já que tem enfrentado oposições internas;

### Forças armadas

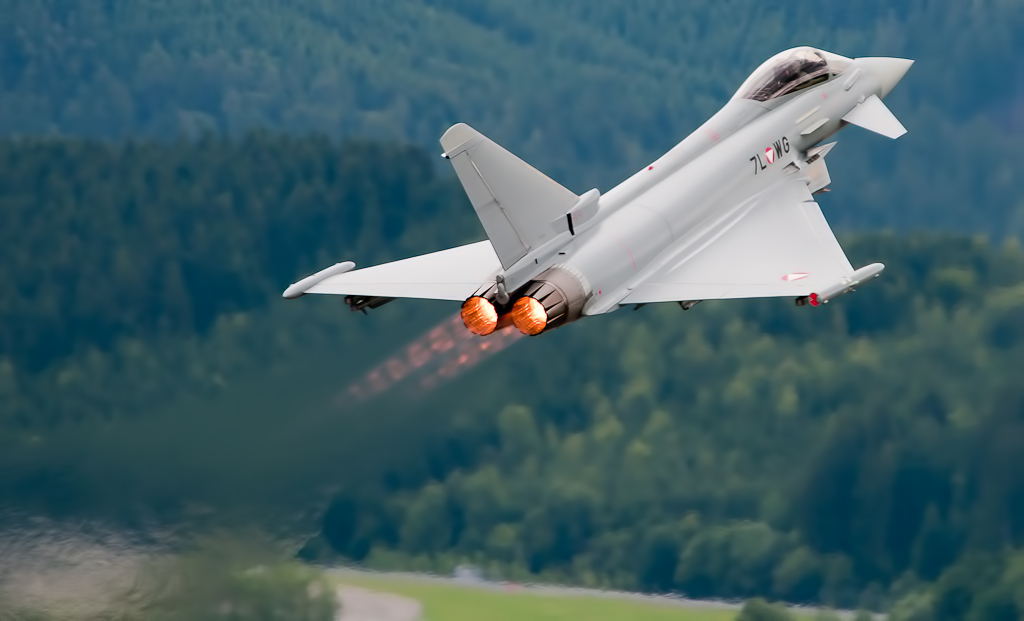
Um Eurofighter Typhoon austríaco

As Forças Armadas da Áustria (Bundesheer) são formadas por oficiais graduados, voluntários e, principalmente, conscritos. Todos os homens quando atingem a idade de 18 anos e são considerados fisicamente aptos devem servir pelo menos seis meses, seguidos por oito anos de reserva. Já os voluntários, homens e mulheres acima da idade de 16 anos podem se alistar.
A Bundesheer são dividias em dois principais ramos: o exército (Landstreitkräfte) e a força aérea (Luftstreitkräfte), sujeitas ao Comando Conjunto (Streitkräfteführungskommando). Também tem outros setores, como o de Missões Internacionais (Internationale Einsätze) e Forças Especiais (Spezialeinsatzkräfte), ao lado do Apoio Conjunto à Missões (Kommando Einsatzunterstützung) e o Centro de Apoio ao Comando Conjunto (Führungsunterstützungszentrum). Por não ter uma costa marítima, a Áustria não tem marinha.
Os gastos militares da Áustria normalmente ficam abaixo de 1% do PIB, sendo 0,8% em 2012 e 0,74% em 2018 (ou cerca de € 2,85 bilhões). O exército contém 26 000 militares em suas fileiras, dos quais 12 000 são conscritos. Com sua postura de neutralidade, a Áustria tem uma longa tradição de participar de missões de paz da ONU e outras ações humanitárias. Atualmente, o país mantém tropas na Bósnia e Kosovo.

## Divisão administrativa
Como república federal, a Áustria está subdividida em nove estados (Bundesländer em alemão). Cada um destes estados está dividido em distritos (Bezirke) e cidades (Statutarstädte). Os distritos são divididos em municípios (Gemeinden). As cidades partilham as competências dos estatutos de município e distrito. Os estados não constituem divisões meramente administrativas; dispõem de autoridade legislativa autónoma em relação ao governo federal.
- Viena (Wien), a capital federal, no nordeste.
- Alta Áustria (Oberösterreich), no norte, capital Linz.
- Baixa Áustria (Niederösterreich), no nordeste, capital Sankt Pölten.
- Burgenlândia, (Burgenland), no leste, capital Eisenstadt.
- Caríntia (Kärnten), no sul, capital Klagenfurt.
- Estíria (Steiermark), no sul-leste, capital Graz.
- Salzburgo (Salzburg), no centro-oeste, capital Salzburgo.
- Tirol, no oeste, capital Innsbruck.
- Vorarlberg, no oeste, capital Bregenz.

## Economia

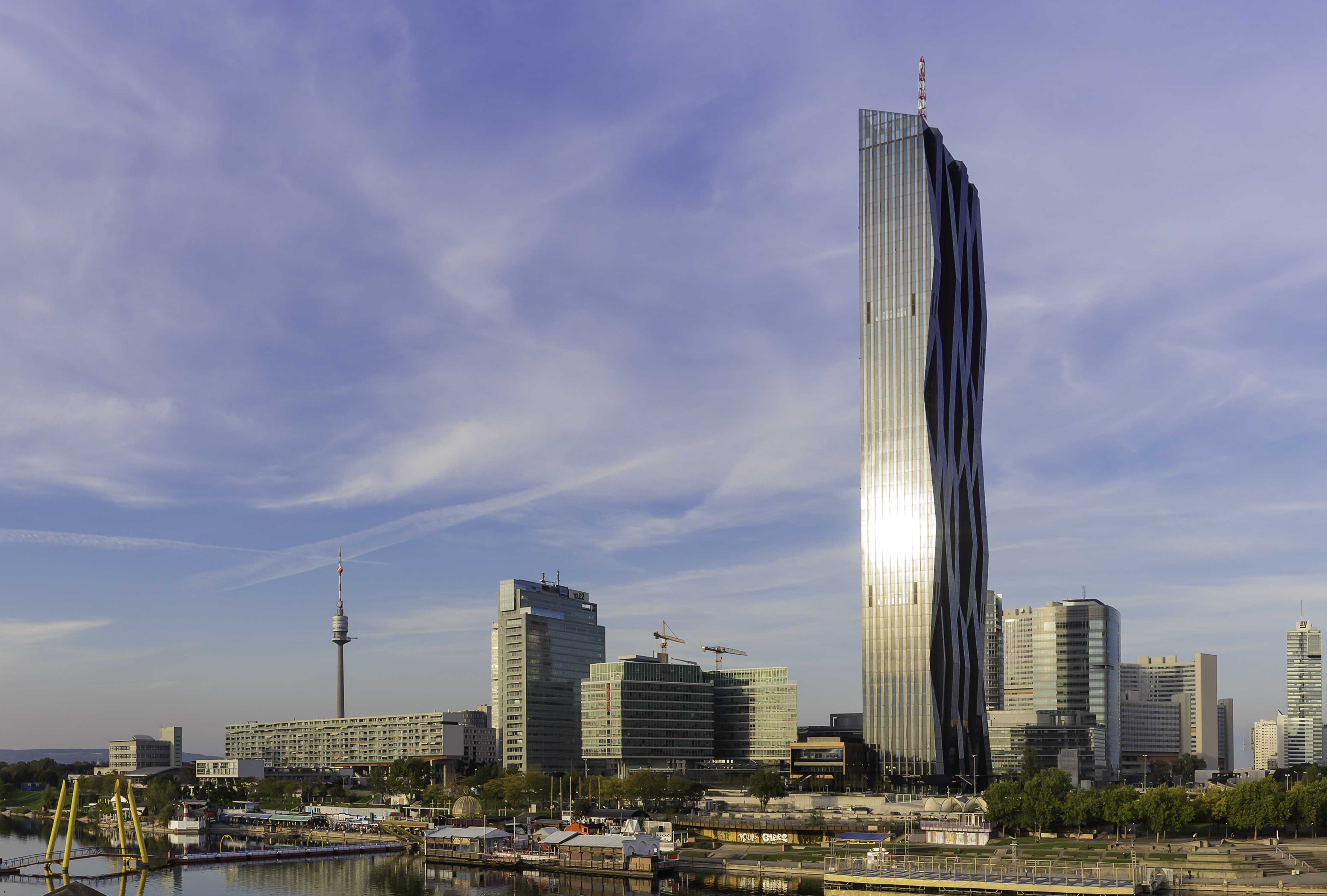
Centro financeiro de Viena

Principais produtos de exportação da Áustria em 2019.

A Áustria é o 12º país mais rico do mundo em termos de PIB (Produto Interno Bruto) per capita, tem uma economia social de mercado bem desenvolvida e um alto padrão de vida. Até os anos 1980, muitas das maiores empresas austríacas foram nacionalizadas; nos últimos anos, no entanto, a privatização reduziu as participações do Estado para um nível comparável ao de outras economias europeias. Movimentos trabalhistas são particularmente fortes no país e têm grande influência na política trabalhista nacional. Ao lado de uma indústria altamente desenvolvida, o turismo internacional é a parte mais importante da economia local.
A Alemanha tem sido, historicamente, o principal parceiro comercial do país, o que o tornou mais vulnerável a mudanças rápidas na economia alemã. Desde que a Áustria tornou-se um Estado-membro da União Europeia (UE), os laços do com outras economias do bloco se tornaram mais estreitos, reduzindo a dependência econômica dos austríacos em relação a Alemanha. Além disso, a adesão à UE tem atraído um fluxo de investidores estrangeiros ao país atraídos pelo acesso da Áustria ao mercado único europeu e da proximidade com as economias aspirantes a aderir à União Europeia. O crescimento do PIB atingiu 3,3% em 2006.
No entanto, a crise da Zona Euro prejudicou a economia austríaca de várias maneiras também. A Áustria indicou em 16 de novembro de 2010 que iria reter a parcela de dezembro da sua contribuição para o resgate da Grécia pela UE, citando o agravamento da situação da dívida grega e a aparente incapacidade do governo grego em arrecadar o nível das receitas fiscais que havia prometido anteriormente.

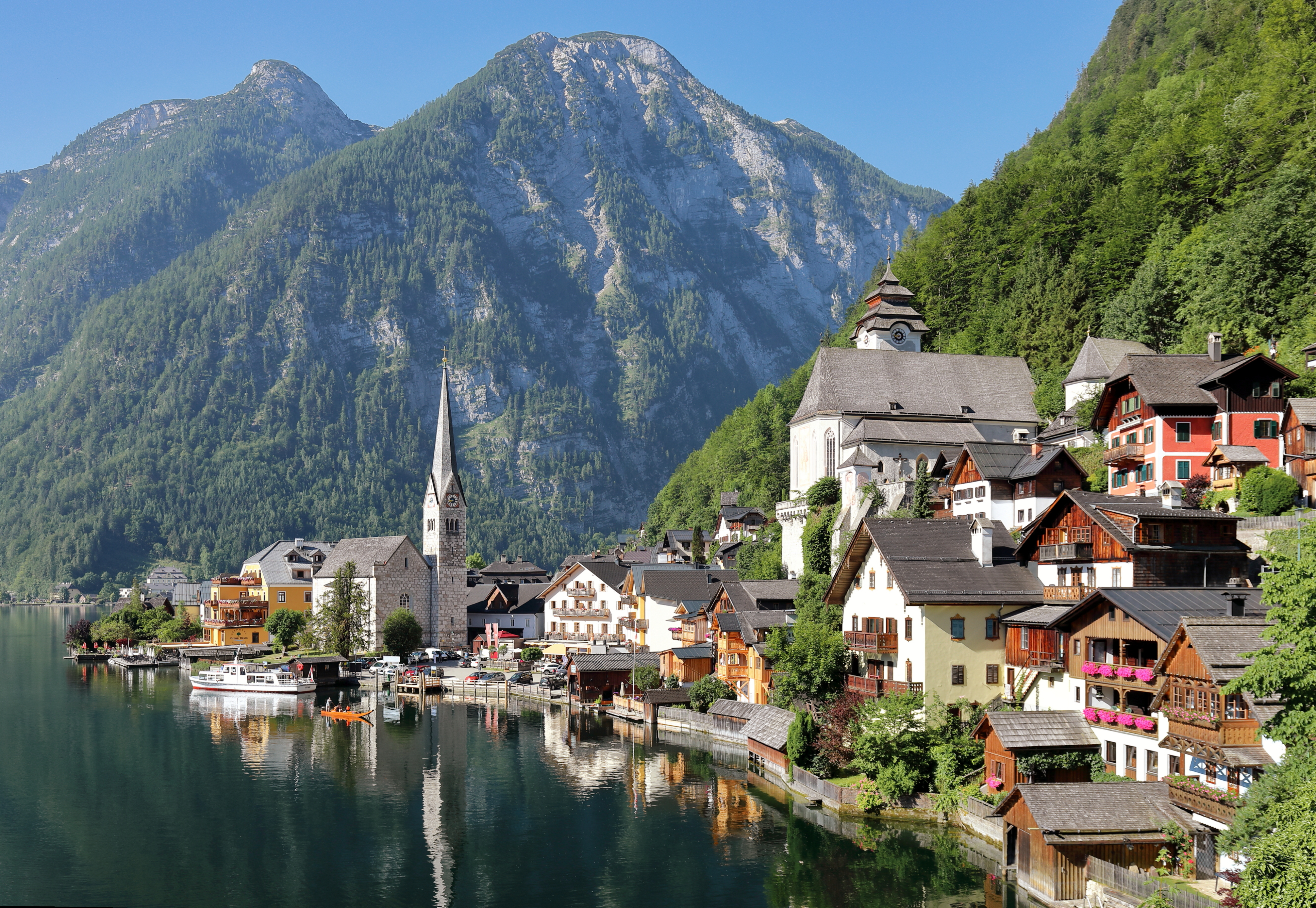
O turismo representa 9% do PIB da Áustria. Na imagem, a vila de Hallstatt

Desde o colapso da União Soviética, as empresas austríacas têm sido bastante ativas e consolidadoras na Europa Oriental. Entre 1995 e 2010, houve 4 868 fusões e aquisições com um valor total conhecido de 163 bilhões de dólares. As maiores transações com envolvimento de empresas austríacas têm sido: a aquisição do Bank Austria pelo Bayerische Hypo-und Vereinsbank por 7,8 bilhões de euros em 2000, a aquisição da Porsche Holding Salzburg pelo Grupo Volkswagen por 3,6 bilhões de euros em 2009 e a aquisição da Banca Comerciala Română pelo Erste Group por 3,7 bilhões de euros em 2005.
O turismo representa cerca de 9% do produto interno bruto da Áustria. Em 2007, o país foi classificado no nono lugar no mundo em receitas de turismo internacional, com um total de 18,9 bilhões de dólares. Em número de chegadas de turistas internacionais, a Áustria fica em 12º lugar, com 20,8 milhões de turistas.

## Infraestrutura

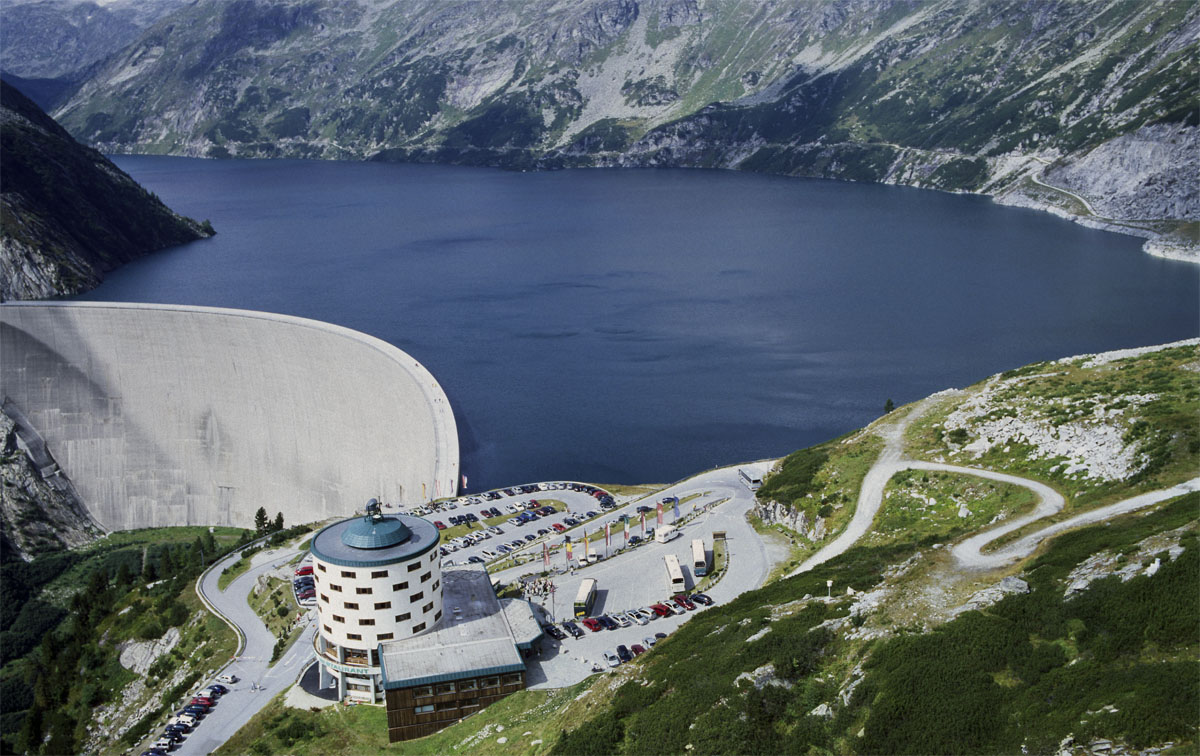
A Represa Kölnbrein na Caríntia

Em 1972, o país iniciou a construção de uma estação de geração de eletricidade movida a energia nuclear em Zwentendorf, no rio Danúbio, após uma votação unânime no parlamento. No entanto, em 1978, um referendo votou contra a energia nuclear e o parlamento posteriormente aprovou por unanimidade uma lei proibindo o uso desse tipo de fonte para gerar eletricidade, embora a usina nuclear já estivesse concluída.
Atualmente, a Áustria produz mais da metade de sua eletricidade por energia hidrelétrica. Juntamente com outras fontes de energia renovável, como usinas eólicas, solares e de biomassa, o suprimento de eletricidade a partir de energias renováveis representa 62,89% do uso total na Áustria, sendo o restante produzido por usinas de gás natural e petróleo.
Em 2021, a Áustria tinha, em energia elétrica renovável instalada, 14 546 MW em energia hidroelétrica (17º maior do mundo), 3 524 MW em energia eólica (25º maior do mundo), 2 692 MW em energia solar (28º maior do mundo), e 1 086 MW em biomassa.
Comparada à maioria dos países europeus, a Áustria é ecologicamente correta. Sua biocapacidade (ou capital natural biológico) é mais que o dobro da média mundial: em 2016, a Áustria possuía 3,8 hectares globais de biocapacidade por pessoa em seu território, em comparação com a média mundial de 1,6 hectares globais por pessoa. Por outro lado, em 2016, eles usaram 6,0 hectares globais de biocapacidade — sua pegada ecológica de consumo. Isso significa que os austríacos usam cerca de 60% mais biocapacidade do que a Áustria contém. Como resultado, a Áustria está com um déficit de biocapacidade.

### Saúde
A esperança média de vida na Áustria em 2016 era de 81,5 anos, sendo 84,3 anos para as mulheres e 78,9 anos para os homens. A esperança de vida cresceu significativamente no país. Em 1971, as mulheres dispunham de 75,7 anos de expectativa de vida, enquanto os homens viviam em média 73,3 anos. Neste período, a esperança de vida na Áustria era, portanto, um pouco mais elevada do que na Alemanha. A taxa de mortalidade infantil é de 0,36%.

### Educação

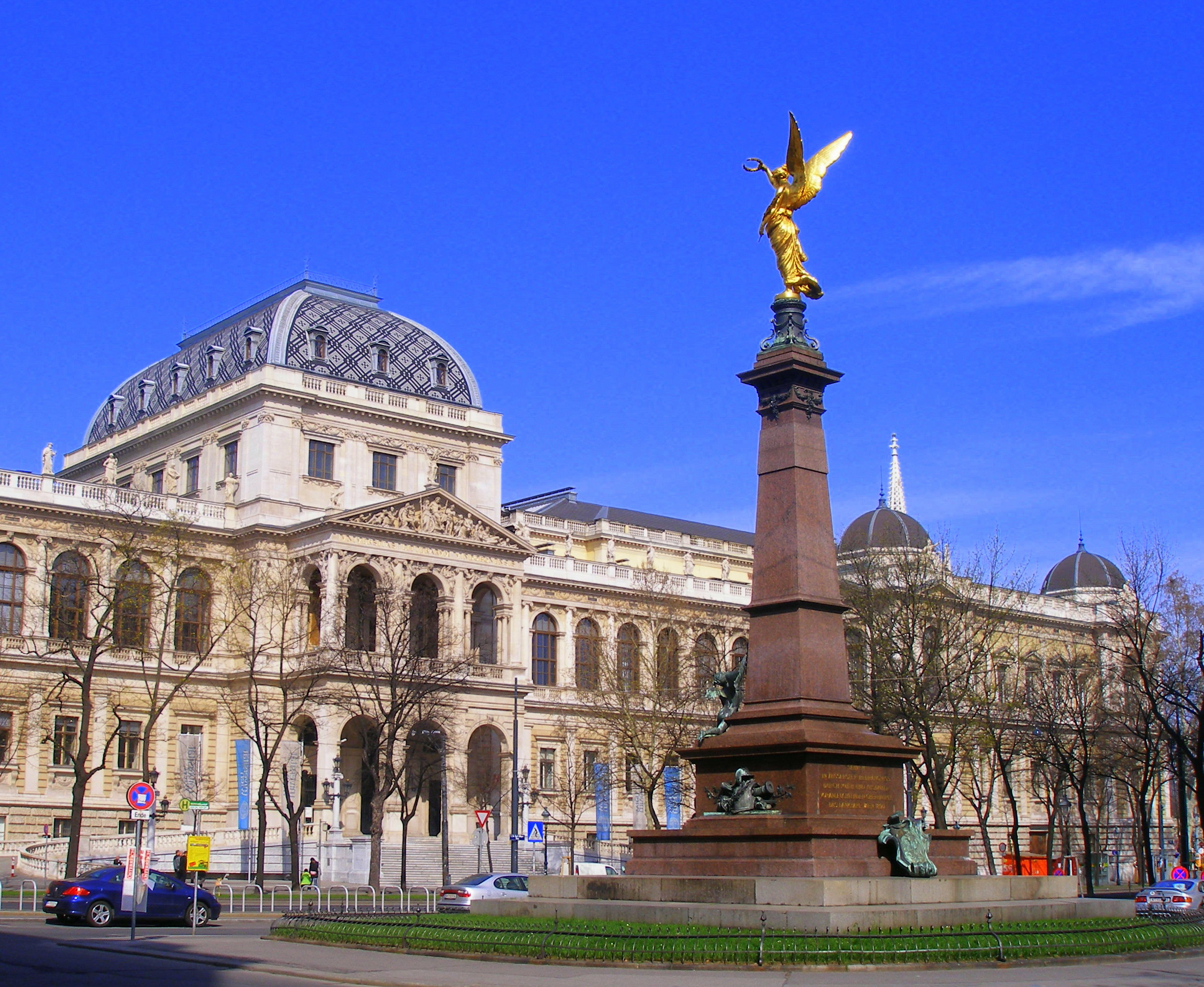
Universidade de Viena

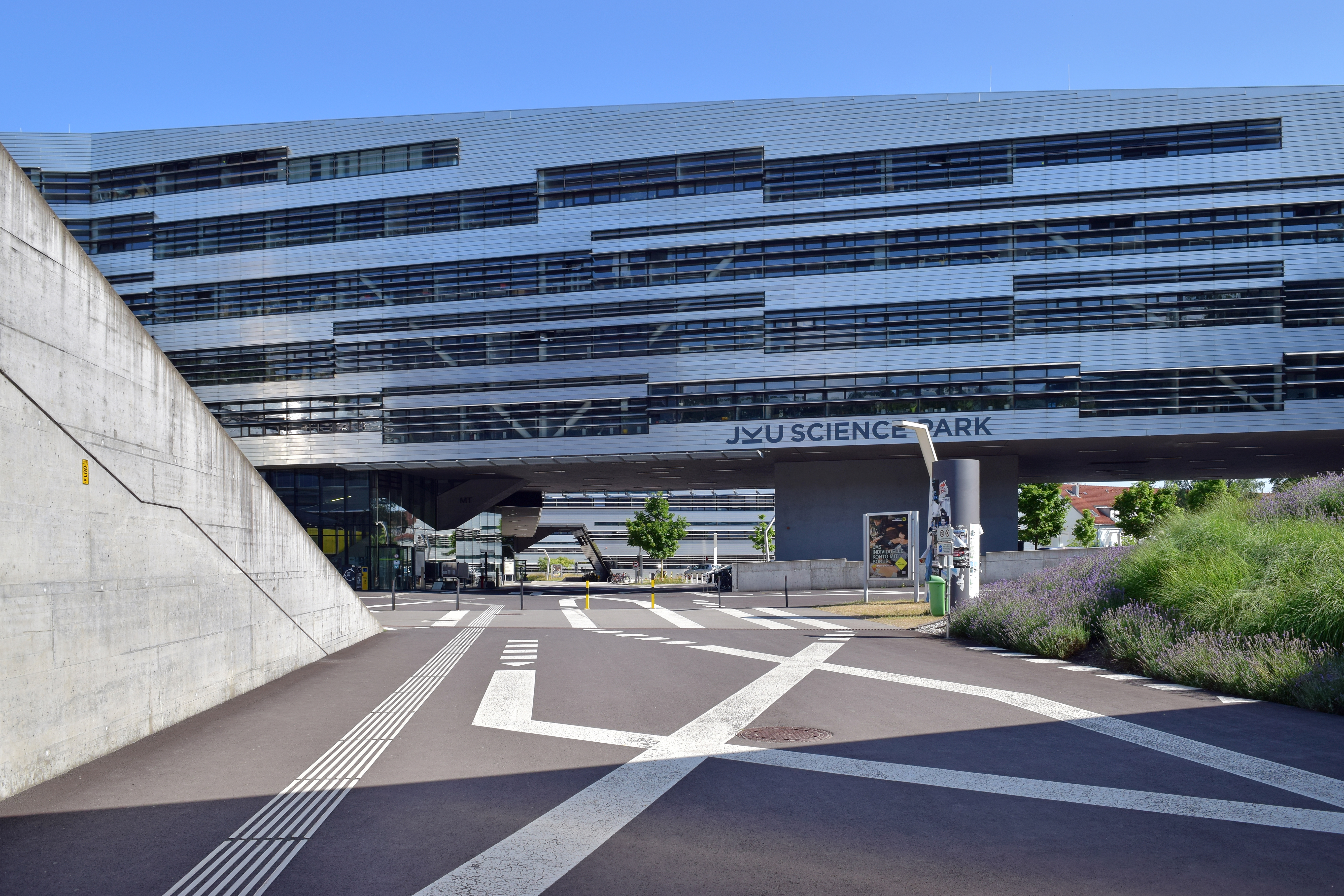
Universidade de Linz

A responsabilidade sobre o sistema educacional na Áustria é dividida entre os estados da Áustria e o governo federal. Educação no jardim de infância é opcional e acessível a todas as crianças com idade entre 3 e 6 anos. A escola é compulsória por nove anos, ou seja, normalmente de 6 a 15 anos. O Programme for International Student Assessment, coordenado pela OCDE, atualmente lista a educação na Áustria como a 18ª melhor do mundo, sendo significativamente melhor do que a média da OCDE.
A educação primária tem duração de 4 anos. Assim como na Alemanha, a educação secundária inclui dois tipos principais de escolas baseadas na habilidade do aluno determinada pelas notas na escola primária: o ginásio para as crianças mais bem dotadas, e o Hauptschule que prepara as crianças para a educação vocacional mas também para educação posterior (HTL = instituição para educação técnica superior; HAK = academia comercial; HBLA = instituição para educação superior em negócios e economia; etc.). Os dois tipos levam a Matura, que é um requisito para o acesso às universidades.
O sistema de universidades da Áustria era aberto para todos os estudantes que passassem no exame da Matura até 2006, quando foi criada uma taxa para exames de admissão para algumas áreas, como medicina. Em 2008, todos os estudantes da União Europeia precisavam pagar uma taxa de 370 euros por semestre para todos os estudos universitários. Com isso, um relatório da OCDE criticou o sistema educacional da Áustria pelo baixo número de estudantes matriculados nas universidades e a média relativamente baixa de acadêmicos comparada a outros países da organização. Hoje você só tem que pagar se o tempo de estudo planejado for excedido em mais de dois semestres.

## Cultura
A Áustria, como uma grande potência europeia no passado, gerou uma grande contribuição para a cultura mundial em diversas formas de arte, especialmente a música. Desde o fim do século XVIII até a Primeira Guerra Mundial, em 1914, Viena era considerada a segunda capital cultural da Europa, superada apenas por Paris.
Alguns dos pintores e desenhistas mais famosos da Áustria são Ferdinand Georg Waldmüller, Gustav Klimt, Koloman Moser, Oskar Kokoschka, Egon Schiele, Alfred Kubin, Raoul Hausmann, Arnulf Rainer, Gottfried Helnwein e Franz West. A pintura atingiu um ponto de destaque na Áustria na década de 1900. Na segunda metade do século XX estabeleceu-se a escola vienense do Realismo Fantástico e, posteriormente, do surrealismo. A essa escola pertence Friedensreich Hundertwasser, com seus desenhos decorativos abstratos. Um movimento importante foi o Aktionismus, nos anos 1960, que juntou a pintura com o teatro. Outros artistas plásticos famosos da Áustria são a fotógrafa Inge Morath e os arquitetos Johann Fischer von Erlach, Johann Lukas von Hildebrandt e Otto Wagner.

### Música

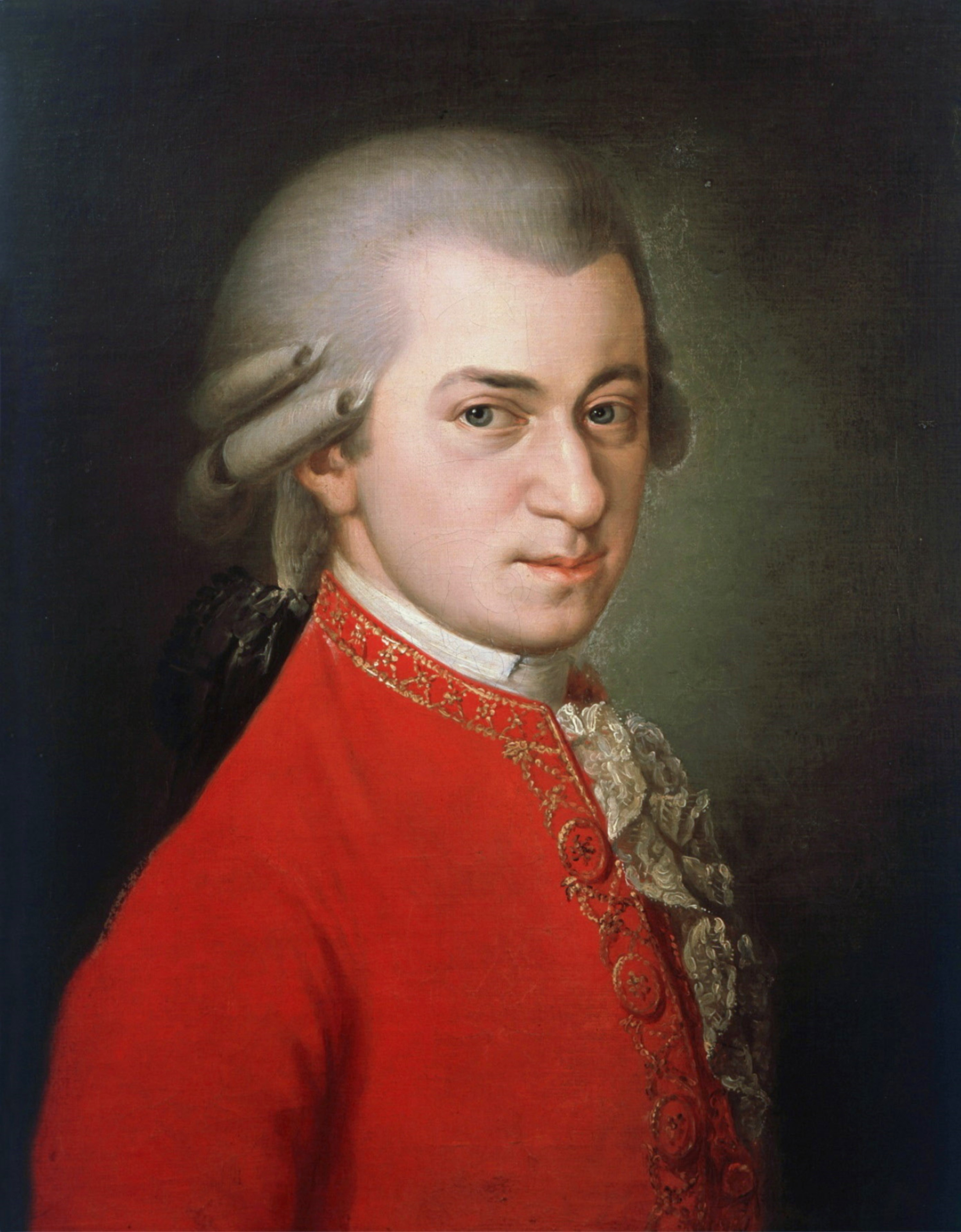
Wolfgang Amadeus Mozart

Muitos dos mais famosos compositores eruditos do mundo nasceram na Áustria, entre os quais Wolfgang Amadeus Mozart, Joseph Haydn, Franz Schubert, Anton Bruckner, Gustav Mahler, a família Strauss, Arnold Schönberg, Anton Webern, Alexander von Zemlinsky, Siegmund von Hausegger e Alban Berg. A cidade de Viena historicamente sempre foi um dos mais importantes centros mundiais da inovação musical.
Além dos compositores nativos, muitos outros compositores de outros países foram atraídos para a Áustria devido ao patrocínio dos Habsburgo, entre os quais Ludwig van Beethoven, Carl Maria von Weber e Johannes Brahms. Outros compositores estrangeiros como Franz Liszt, Franz Lehár, Bedřich Smetana, Antonín Dvořák e Béla Bartók tiveram grande influência na música austríaca.
O atual hino nacional da Áustria foi escolhido depois da Segunda Guerra Mundial para substituir o tradicional hino austríaco escrito por Joseph Haydn ("Kaiserlied"), e que inicialmente era atribuído a Mozart.
Na música popular, o ritmo mais associado à Áustria é a valsa e, nos dias atuais, a schrammelmusik. Outra característica musical associada à Áustria é o iodelei tirolês. Alguns nomes internacionalmente famosos da música popular austríaca são o pianista de jazz Josef Zawinul, o roqueiro Falco e o cantor Peter Alexander.

### Ciência e filosofia

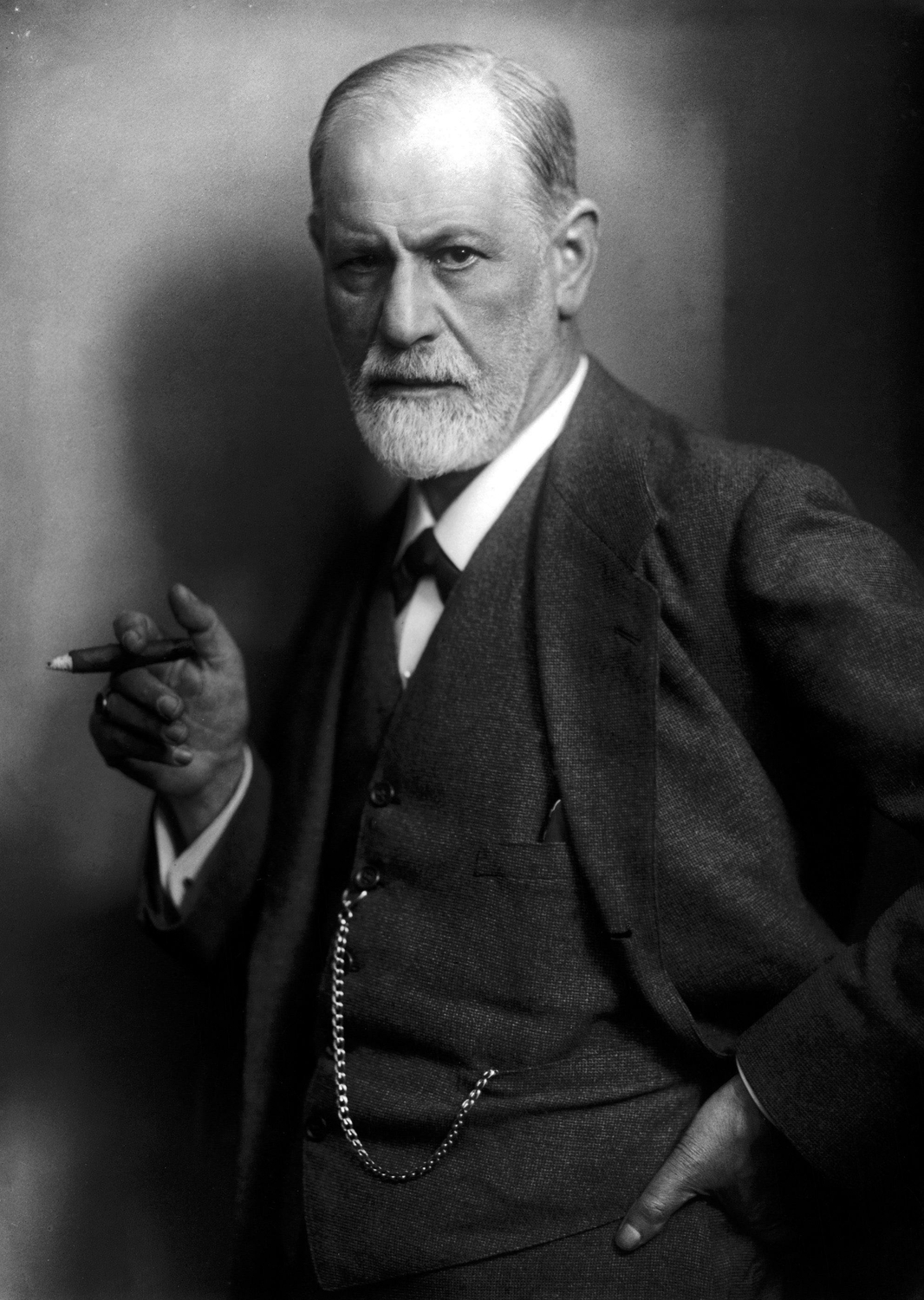
Sigmund Freud

A Áustria foi o lugar de nascimento ou de origem étnica de 20 cientistas que receberam prêmios Nobel, entre os quais Ludwig Boltzmann, Ernst Mach, Victor Franz Hess e Christian Doppler, cientistas muito renomados no fim do século XIX. Durante o século XX, vieram as contribuições de Lise Meitner, Erwin Schrödinger, Wolfgang Pauli para as áreas de pesquisa nuclear e mecânica quântica. Um dos cientistas austríacos mais conhecidos do mundo atualmente é o físico quântico Anton Zeilinger, apontado como o primeiro cientista a demonstrar a teleportação quântica.
Além dos físicos, a Áustria foi o lugar de nascimento de Ludwig Wittgenstein e Karl Popper, dois dos mais renomados filósofos do século XX, assim como dos biólogos Gregor Mendel e Konrad Lorenz, do matemático Kurt Gödel e dos engenheiros Ferdinand Porsche e Siegfried Marcus. Os ramos mais fortes da ciência austríaca sempre foram a medicina e a psicologia, a partir da Idade Média com Paracelso. Grandes médicos como Theodore Billroth, Clemens von Pirquet e Anton von Eiselsberg construíram ao longo do século XIX a Escola de Medicina de Viena. A Áustria também foi o lugar de nascimento do médico e neurologista Sigmund Freud, dos psicólogos Alfred Adler, Paul Watzlawick e Hans Asperger e do psiquiatra Viktor Frankl. Grande destaque merece ser dado a Karl Landsteiner, médico austríaco laureado com o Nobel de Fisiologia ou Medicina em 1930 pela classificação dos grupos sanguíneos no sistema ABO e pela descoberta do fator Rh.
A Escola de Economia da Áustria tem entre seus representantes os economistas Joseph Schumpeter, Eugen von Böhm-Bawerk, Ludwig von Mises e Friedrich von Hayek — este último agraciado com o prêmio Nobel de Economia. Paralelamente, também na Áustria surgiu duas outras grandes correntes econômicas. O Austromarxismo, uma vertente do Marxismo surgida no seio do Partido Social-democrata austríaco, cujos principais teóricos são Rudolf Hilferding,Otto Bauer e Max Adler. Por sua vez, o pai do pensamento schumpeteriano, Joseph Schumpeter, estudou e iniciou suas pesquisas — tenha nascido no território do extinto Império Austro-Húngaro, atual Chéquia. Na área de administração, o nome mais famoso é Peter Drucker, que emigrou para os Estados Unidos.
A Áustria ficou em 18.º lugar no Índice de Inovação Global em 2021, acima da 21.ª posição alcançada em 2019.

### Literatura

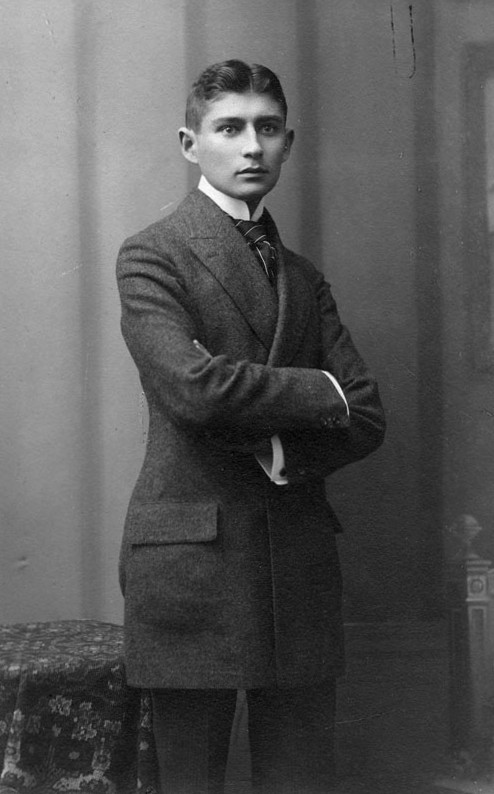
Franz Kafka

Apesar de sua fama como terra de artistas e cientistas, a Áustria sempre foi também uma terra de poetas, escritores e romancistas. É o local de nascimento dos romancistas Arthur Schnitzler, Stefan Zweig, Bertha von Suttner (primeiro Nobel da Paz), Marie Ebner von Eschenbach, Oswald von Wolkenstein, Elfriede Jelinek (Prêmio Nobel de Literatura, 2004), Thomas Bernhard, Franz Kafka, Robert Musil e dos poetas Georg Trakl, Franz Werfel, Franz Grillparzer, Rainer Maria Rilke, Adalbert Stifter e Karl Kraus. Uma menção à parte é dada a Hugo von Hoffmansthal, poeta e romancista, símbolo da Viena fin-de-siècle.
Nos dias atuais, alguns dos romancistas e dramaturgos mais famosos são Elfriede Jelinek (Nobel de Literatura) e o escritor Peter Handke.

### Culinária
A culinária austríaca é uma das mais multiculturais da Europa, tendo recebido influências da Hungria, Chéquia, Itália e Alemanha (Baviera) e é muito conhecida internacionalmente por seus doces e massas folhadas. Alguns dos mais famosos pratos são o schnitzel vienense, o spätzle, um tipo de macarrão, o apfelstrudel — um tipo de torta de maçã com massa folhada e a sachertorte, um tipo de torta de chocolate. Pode ainda acrescentar-se a Linzertorte, uma tarte típica do Natal.

### Esportes

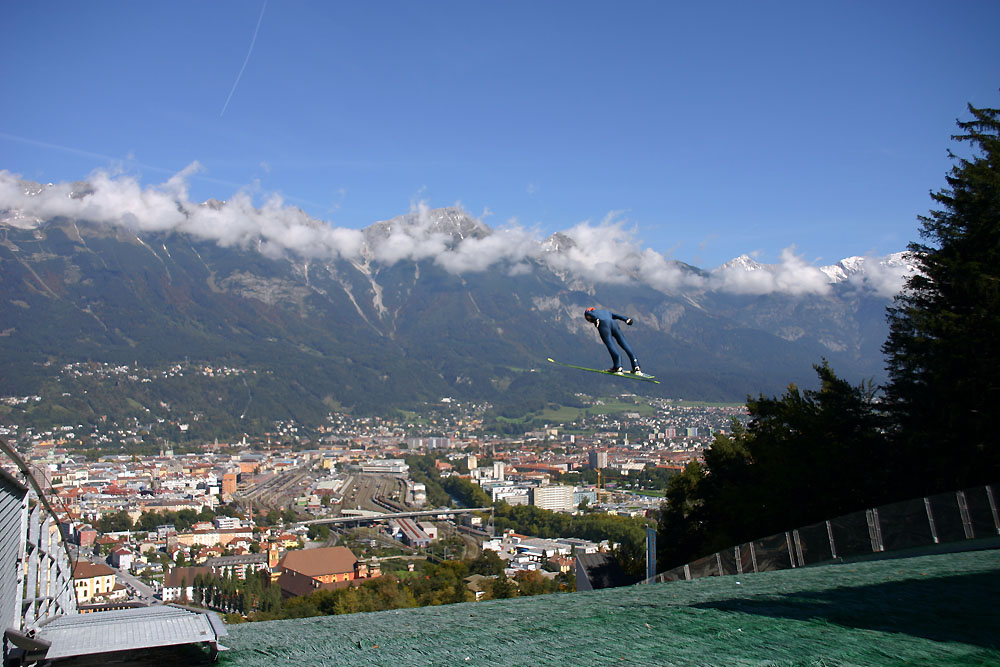
Innsbruck sediou os Jogos Olímpicos de Inverno de 1964 e 1976, bem como os Jogos Olímpicos de Inverno da Juventude de 2012, os primeiros da história

O esporte de equipe mais popular na Áustria é o futebol, apesar de o melhor resultado da seleção austríaca na Copa ter sido um terceiro lugar em 1954. O campeonato austríaco de futebol é disputado em duas divisões, com 10 times cada um. As equipes mais populares são o SK Rapid Wien, Red Bull Salzburg, atual campeão austríaco, onde jogou o brasileiro Fabiano Lima, e o FK Austria Wien. Outros esportes que merecem destaque são o basquete e o hóquei no gelo.
Entretanto, os melhores resultados da Áustria estão nos esportes individuais, especialmente modalidades de inverno como o snowboard e o esqui alpino, que é considerado o esporte nacional. Alguns dos mais famosos praticantes desse esporte são Toni Sailer, Hermann Maier, Annemarie Moser-Pröll e Anita Wachter. A cidade de Innsbruck, capital do Tirol, sediou as olimpíadas de inverno por duas vezes, em 1964 e 1976.
O automobilismo também é um esporte de destaque na Áustria, sendo o nome mais bem sucedido o piloto de Fórmula 1 Niki Lauda, tricampeão em 1975, 1977 e 1984. Outros nomes que merecem destaque são os pilotos Gerhard Berger e Roland Ratzenberger, falecido num acidente em Ímola em 1994. A Áustria juntamente com a Suíça organizou o Europeu de 2008 onde ficou apenas pela primeira fase. Neste europeu a vencedora foi a Espanha que ganhou na final à Alemanha.

### Feriados
| Data           | Nome em português            | Nome local          | Notas                                                   |
| -------------- | ---------------------------- | ------------------- | ------------------------------------------------------- |
| 1 de janeiro   | Ano novo                     | Neujahr             |                                                         |
| 6 de janeiro   | Dia de Reis                  | Heilige Drei Könige |                                                         |
| Data móvel     | Domingo de Páscoa            | Ostersonntag        | A Sexta-Feira da Paixão é festiva para os protestantes. |
| Data móvel     | Páscoa                       | Ostermontag         | Primeira segunda-feira depois da Páscoa                 |
| 1 de maio      | Dia do Trabalho              | Staatsfeiertag      |                                                         |
| Data móvel     | Ascensão de Jesus            | Christi Himmelfahrt | Primeira quinta-feira 40 dias depois da Páscoa          |
| Data móvel     | Pentecostes                  | Pfingstsonntag      |                                                         |
| Data móvel     | Segunda-feira de Pentecostes | Pfingstmontag       |                                                         |
| Data móvel     | Corpus Christi               | Fronleichnam        | Primeira quinta-feira onze dias depois de Pentecostes.  |
| 15 de agosto   | Assunção de Maria            | Mariä Himmelfahrt   |                                                         |
| 26 de outubro  | Dia Nacional                 | Nationalfeiertag    |                                                         |
| 1 de novembro  | Dia de Todos os Santos       | Allerheiligen       |                                                         |
| 8 de dezembro  | Imaculada Conceição          | Mariae Empfängnis   |                                                         |
| 24 de dezembro | Véspera de Natal             | Weihnachten         |                                                         |
| 25 de dezembro | Natal                        | Christtag           |                                                         |